# پیشینه باشگاه فوتبال استقلال تهران (۱۳۵۷–۱۳۲۴)

تاج در شهریور ۱۳۳۶ به عنوان نماینده تهران در مسابقات قهرمانی کشور شرکت کرد و با پیروزی در دیدار فینال برابر تبریز قهرمان ایران شد.

پیشینه باشگاه فوتبال استقلال تهران ۱۳۵۷–۱۳۲۴ نخستین دوره تاریخ باشگاه فوتبال استقلال تهران است. این باشگاه توانست در این دوران قهرمانی آسیا را به دست آورد. این باشگاه در این دوران توانست ۲ بار قهرمان لیگ فوتبال ایران و ۱ بار قهرمان جام حذفی ایران شود و مقام‌های متعددی در جام باشگاه‌های تهران و جام حذفی تهران به دست آورد. این دوره با تأسیس باشگاه با نام «دوچرخه سواران» شروع می‌شود و با وقوع انقلاب ۱۳۵۷ پایان می‌پذیرد. این باشگاه در سال ۱۳۲۸ به «تاج» تغییر نام داد و فعالیت آن تا پایان این دوران با همین نام ادامه یافت.
در سال‌های پایانی جنگ جهانی دوم جمعی از ورزشکاران دوچرخه‌سواری برای سامان‌دهی امور مربوط به این رشتهٔ ورزشی در تهران گرد هم آمده و یک تشکل صنفی را پایه‌گذاری نمودند. این کانون دوچرخه‌سواری به تدریج ساختار باشگاهی پیدا کرد و در ۴ مهر ۱۳۲۴ با نام «کلوب دوچرخه‌سواران» در خیابان فردوسی تهران اعلام موجودیت نمود. پرویز خسروانی از جملهٔ این بنیان‌گذاران باشگاه بود و در سال‌های بعد با در اختیار گرفتن امتیاز باشگاه نقش پررنگی در رشد و توسعه آن ایفا نمود. در ۴ سال نخست حیات دوچرخه‌سواران دامنهٔ فعالیت‌های باشگاه گسترش پیدا کرد و در رشته‌های گوناگون ورزشی صاحب تیم شد و فوتبال که در سال‌های میانی دهه ۱۳۲۰ کم‌کم در میان جوانان ایران و تهران به عنوان رشته ورزشی مدرنی دارای جایگاه خاصی می‌شد نیز یکی از این رشته‌ها بود. هستهٔ نخست تیم فوتبال دوچرخه‌سواران با ادغام تیم نادر به سرپرستی محمد جاودان و تیم شهاب به سرپرستی پرویز عمواوغلی شکل گرفت. با پیوستن علی دانایی‌فرد به دوچرخه‌سواران تیم فوتبال باشگاه تکامل یافت و آمادهٔ رقابت با باشگاه‌های دیگر تهران شد. این تیم از پاییز ۱۳۲۵ و در نخستین فصل حضورش در مسابقات قهرمانی باشگاه‌های تهران ۱۳۲۵ و جام حذفی تهران ۱۳۲۵ در مسابقات رسمی ایران شرکت کرد و تا زمستان ۱۳۲۸ با نام نخستین‌اش، دوچرخه‌سواران، در مسابقات باشگاهی تهران شرکت کرد. دوچرخه‌سواران در این مدت موفق به کسب یک عنوان قهرمانی در جام حذفی تهران ۲۷–۱۳۲۶ شد.
پرویز خسروانی که از نخستین مؤسسان این تیم بود در ۱۳۲۸ به تنهایی مالک کلوب دوچرخه‌سواران شد و این تیم از اواخر سال ۱۳۲۸ با تصمیم هیئت مدیره نامش را به تاج تغییر داد. گسترش علاقه‌مندی به فوتبال باعث شده بود تا تیم فوتبال این سازمان از تیم دوچرخه‌سواری‌اش بزرگ‌تر و محبوب‌تر باشد و به همین علت نیاز به تغییر نام حس می‌شد. تاج تا هنگام وقوع انقلاب ۱۳۵۷ ایران با همین نام به فعالیت ادامه داد. تیم تاج تا سال‌های پایانی دهه ۱۳۴۰ در مسابقات قهرمانی و حذفی تهران حاضر بود و جز دوره‌ای کوتاه در میانه دهه ۱۳۴۰ همواره از مدعیان اصلی قهرمانی نیز محسوب می‌شد. در ۱۳۴۷ پرویز خسروانی مالک تاج سازمان ورزشی و فرهنگی تاج را تأسیس کرد و تیم فوتبال تاج نیز به عنوان یکی از زیر مجموعه‌های این سازمان به فعالیت ادامه داد. از اواخر دهه ۱۳۴۰ و مشخصاً از ۱۳۴۹ و با تأسیس نخستین لیگ فوتبال تمام باشگاهی در ایران، دایره فعالیت‌های تاج گسترش یافت و این تیم در لیگ و جام حذفی ایران حاضر شد و در هر دوی این مسابقات موفق به کسب عنوان‌های قهرمانی شد. قهرمانی در آسیا نیز از دیگر افتخاراتی بود که تاج موفق به کسبش شد. سازمان تاج در زمان انقلاب ۱۳۵۷ تبدیل به تشکیلات گسترده‌ای شده بود و در سراسر ایران و در رشته‌های ورزشی مختلف زنان و مردان بیش از ۳۰۰ شعبه داشت و در ۱۵ رشته ورزشی دارای عنوان قهرمانی ایران و تهران بود.

## ۱۳۲۴ تا ۱۳۲۸

### تأسیس باشگاه ورزشی

نشان دوچرخه‌سواران.

در ۴ مهر ۱۳۲۴، چند دوچرخه‌سوار جوان باشگاه دوچرخه‌سواران را در خیابان فردوسی تهران بنیان نهادند. زمینه‌سازی برای شکل‌گیری باشگاه از یک سال پیش از آن فراهم شده بود. در سال ۱۳۲۳ گروهی از دوچرخه‌سواران باسابقه که عناوین قهرمانی کشور را در این رشته در اختیار داشتند، بر آن شدند که با ایجاد کانونی برای گردهم‌آیی‌های دوستانه، یک تشکل صنفی را پایه‌گذاری کنند. این مرکز، محل تصمیم‌گیری و سازماندهی امور مربوط به دوچرخه‌سواری بود. بیشتر این دوچرخه‌سواران نظامی و دانشجو بودند و نام دفتر مرکزی خود را کلوب دوچرخه‌سواران گذاشتند. در نهایت پنج نفر به نام‌های میرزایی (نجار)، نواب (دوچرخه‌ساز)، خشایی (نگهبان بانک)، خسروانی (افسر) و جانان‌پور (کارمند تربیت بدنی) تیم دوچرخه‌سواری باشگاه را بنیان نهادند. از این تیم دوچرخه‌سواری، به عنوان هستهٔ اولیه و نقطهٔ آغاز حیات باشگاه استقلال یاد می‌شود. از میان این پنج نفر پرویز خسروانی، ستوان یکم وقت، بعدها نقش پررنگی در تاریخ این باشگاه ایفا کرد.
کلوب دوچرخه‌سواران که در ابتدا تنها در رشته دوچرخه‌سواری فعالیت می‌کرد پس از مدتی در رشته‌های والیبال، بسکتبال، وزنه‌برداری، کشتی، تنیس روی میز، شنا و فوتبال نیز فعالیت خود را آغاز کرد. تشکیل تیم فوتبال دوچرخه‌سواران چند ماه بعد از تأسیس باشگاه و به پیشنهاد پرویز عمواوغلی انجام گرفت. تا پیش از ورود بازیکنان فوتبال از تیم‌های دیگر، دوچرخه‌سوارها در شکل‌گیری هستهٔ نخست تیم فوتبال باشگاه نقش پُررنگی داشتند. این ورزشکاران هم‌زمان با حضور در تیم فوتبال باشگاه در مسابقات رشته‌های ورزشی دیگر نیز شرکت می‌نمودند. برای نمونه؛ پرویز عمواوغلی از قهرمانان دوچرخه‌سواری ایران و از نخستین یاران تیم فوتبال دوچرخه‌سواران بود و افزون بر دوچرخه‌سواری و فوتبال در رشتهٔ شنا نیز شرکت می‌کرد. او بعدها در اواخر دههٔ ۱۳۳۰ به ریاست فدراسیون شنای ایران رسید. آشوت آودیان دوچرخه‌سوار مطرح دیگری بود که به عنوان هافبک در تیم فوتبال دوچرخه‌سواران توپ می‌زد. او در یک تور دوچرخه‌سواری اروپایی نیز شرکت کرد و یکی از افتخارات ورزش ایران را در آن دوره رقم زد.

### تشکیل تیم فوتبال

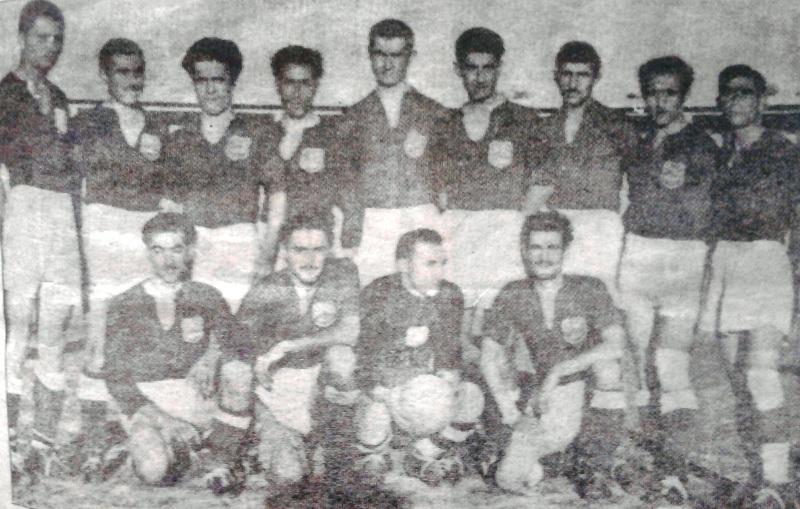
کلوپ دوچرخه‌سواران، دهه ۱۳۲۰. ایستاده از راست: علی دانایی‌فرد، باباجان، حریرچی، تفرشی، نوری، عمواوغلی، منصور صمدیان، جلالی. نشسته از راست: مشوقی، کارلو، پیرو، حراج‌چی.

برای تشکیل تیم فوتبال دوچرخه‌سواران تیم شهاب به سرپرستی عمواوغلی با تیم نادر به سرپرستی محمد جاودان ادغام شدند. در همان هنگام علی دانایی‌فرد در تهران تیم تور را بنیان نهاده و توانسته بود تیم نیرومند کارگر آبادان را شکست دهد. این موضوع باعث شد که او مورد توجه گردانندگان باشگاه دوچرخه‌سواران قرار بگیرد. سرانجام پس از گفت‌وگوهایی، علی دانایی‌فرد به دوچرخه‌سواران پیوست. به این ترتیب تیم فوتبال دوچرخه‌سواران به‌طور رسمی اعلام موجودیت کرد و نام آن در هیئت فوتبال تهران ثبت گردید. دوچرخه‌سواران که از ابتدا رنگ آبی را برای پیراهن خود برگزیده بود، به‌زودی تبدیل به یکی از تیم‌های نیرومند تهران شد که با تیم‌های بزرگ آن زمان همچون دارایی، سرباز و شاهین رقابت می‌کرد.

### نخستین شرکت در مسابقات دوستانه و رسمی
نخستین بازی تیم فوتبال باشگاه دوچرخه‌سواران در ۳۱ فروردین ۱۳۲۵ بود که در یک دیدار دوستانه برابر تیم گیو بندرانزلی در ورزشگاه امجدیه با یک گل به پیروزی رسید. امجدیه از همان زمان به ورزشگاه خانگی این تیم بدل شد و تا سال‌ها میزبان بازی‌های این تیم بود و بسیاری از قهرمانی‌ها و لحظات مهم تاریخ این باشگاه در این ورزشگاه رقم خورد.

تیم فوتبال کلوب دوچرخه‌سواران در ۴ آبان ۱۳۲۵ در ورزشگاه امجدیه.

تیم فوتبال دوچرخه‌سواران در فصل ۱۳۲۵ در مسابقات فوتبال تهران شرکت کرد. اولین بازی رسمی دوچرخه‌سواران نیز در آذرماه همان سال و در چهارچوب هفتهٔ نخست دسته‌های آزاد تهران در برابر تیم سرباز برگزار شد که با شکست ۱−۳ تیم علی دانایی‌فرد همراه بود. آغاز رویارویی تاریخی با تیم شاهین نیز در این جام بود که به تساوی ۱−۱ انجامید. دوچرخه‌سواران و سرباز در دیدار پایانی این مسابقات در جمعه ۴ بهمن ۱۳۲۵ بار دیگر برابر هم قرار گرفتند که این بار نیز برتری با تیم سرباز بود.
در اواخر سال ۱۳۲۵ مسابقات جام حذفی تهران میان هشت باشگاه مطرح این شهر برگزار گردید. جام نقره‌ای این مسابقات از سوی شورای فرهنگی سفارت انگلستان در تهران به فدراسیون فوتبال ایران اهدا شده بود و به همین دلیل این مسابقات به نام جام سفارت انگلستان معروف شد. دوچرخه‌سواران در دور اول تیم فاتح را شکست داد و در نیمه نهایی برابر شاهین صف‌آرایی کرد و این تیم را از پیش رو برداشت. بازی فینال میان دوچرخه‌سواران و دارایی برگزار شد که با برتری ۱−۲ دارایی همراه بود. در فهرست بازیکنان دوچرخه‌سواران در این مسابقات نام حسنعلی منصور نیز در صف مهاجمان تیم به چشم می‌خورد.
به این ترتیب دوچرخه‌سواران در فصل نخست حضور خود در مسابقات قهرمانی باشگاه‌های تهران و جام حذفی تهران به دو مقام نایب قهرمانی رسید.

### نخستین قهرمانی

بازیکنان دوچرخه‌سواران و دارائی در مراسم آغازین دیدار فینال جام حذفی تهران ۱۳۲۵.

نخستین قهرمانی باشگاه، فصل ۱۳۲۶ و در مسابقات جام حذفی تهران ۲۷–۱۳۲۶ به دست آمد. این مسابقات با حضور ۱۶ تیم از اواخر ۱۳۲۶ تا خرداد ۱۳۲۷ برگزار گردید و دوچرخه‌سواران به همراه تیم‌های دارایی، شاهین و عقاب به مرحلهٔ نیمه نهایی راه یافتند. دوچرخه‌سواران و عقاب با پیروزی بر حریفان به فینال رسیدند، اما عقاب در بازی فینال حاضر نشد و جام به دوچرخه‌سواران رسید.
پیش از این بازی‌ها و در اسفند ۱۳۲۶ دوچرخه‌سواران برای انجام چند دیدار دوستانه به آبادان سفر کرد. آن‌ها در این سفر تیم انگلیسی‌های مقیم آبادان را ۲−۱ شکست دادند.
تیم دوچرخه‌سواران در مسابقات قهرمانی باشگاه‌های تهران ۱۳۲۶ به مقام سومی رسید. در فصل ۱۳۲۷ تیم فوتبال دوچرخه‌سواران به دلیل مشکلات مالی و نبود بودجه، در هیچ رویدادی شرکت نکرد.
بهار ۱۳۲۸ با دو رویداد مهم همراه بود. از ۱۵ فروردین ۱۳۲۸ انتشار مجلهٔ اختصاصی باشگاه به صاحب امتیازی پرویز خسروانی و سردبیری صدری میرعمادی آغاز شد. دوچرخه‌سواران بعد از باشگاه «نیرو و راستی»، دومین باشگاهی بود که اقدام به انتشار مجلهٔ اختصاصی برای هواداران و مخاطبان خود می‌نمود. رویداد دیگر برگزاری اولین انتخابات هیئت مدیرهٔ باشگاه در فروردین ۱۳۲۸ بود که طی آن علی دانایی‌فرد، گرائیلی، ملکی، پرویز عمواوغلی و آشوت آودیان به عنوان اعضای هیئت مدیره انتخاب شدند. در مهر ماه ۱۳۲۸ تیم سرباز منحل شد و بازیکنان این تیم که بیشتر آن‌ها نظامی و ملی‌پوش بودند به تیم دوچرخه‌سواران پیوستند. محمد خاتم، حسین سرودی، حسن کردستانی، امیر خلیلی، خسروپناه و فتح‌الله مین‌باشیان از حمله بازیکنانی بودند که از سرباز به دوچرخه‌سواران آمدند. محمد خاتم در کنار جاویدان نخستین کاپیتان‌های تیم فوتبال باشگاه بودند. ورود این بازیکنان قدرت تیم دوچرخه‌سواران را دو چندان کرد.

## ۱۳۲۸ تا ۱۳۳۵

### تغییر نام به تاج

نشان‌واره نوین باشگاه با الهام از تاج پهلوی و دو حلقه در هم تنیده در دو طرفش خلق شد.

باشگاه در فصل ۱۳۲۸ تغییرات بزرگی را به خود دید. پرویز خسروانی امتیاز باشگاه دوچرخه‌سواران را خرید و نام آن را با تصویب هیئت مدیرهٔ باشگاه در ۲۲ بهمن ۱۳۲۸ به تاج تغییر داد. نام «دوچرخه‌سواران» برای باشگاهی که به دست گروهی از ورزشکاران دوچرخه‌سواری پایه‌گذاری شده بود و به‌طور اختصاصی در این رشته فعالیت می‌کرد، از هر جهت مناسب بود. اما دوچرخه‌سواران طی چهار سال رشد شتابان خود در رشته‌های گوناگون ورزشی صاحب تیم شده بود و با توجه به گسترش دامنهٔ فعالیت‌ها و افزایش هواداران تغییر نام باشگاه اجتناب‌ناپذیر به نظر می‌رسید. پرویز عمواوغلی، گرائیلی، ناصر ملکی، علی دانایی‌فرد و سید آقا جلالی اعضای گروه تصمیم‌گیرنده‌ای بودند که در بهمن ۱۳۲۸ با تغییر نام باشگاه از دوچرخه‌سواران به تاج موافقت کردند. از اواخر آذر ۱۳۲۸ مسابقات باشگاه‌های تهران ۱۳۲۸ آغاز شدند و دو ماه بعد و در اردی‌بهشت سال ۱۳۲۹ جام قهرمانی این مسابقات به تیم تاج رسید تا تاج فصل ۱۳۲۸ را با جام قهرمانی به پایان برساند.

### نخستین سفر خارجی
در فصل ۱۳۲۹ مسابقات قهرمانی باشگاه تهران برگزار نشد و در مسابقات حذفی نیز تاج به مراحل پایانی نرسید. در مرداد ماه همان سال تیم تاج برای شرکت در جشن استقلال افغانستان راهی این کشور شد. این نخستین سفر برون‌مرزی یک باشگاه ایرانی تا آن هنگام بود. تاج در شهریور ۱۳۲۹ تیم ملی فوتبال افغانستان را با نتیجه ۳–۲ شکست داد. این بازی در حضور ۹ هزار تماشاگر و محمد ظاهر شاه پادشاه این کشور برگزار گردید. تاجی‌ها بازی دیگر برابر تیم دانشگاه کابل را واگذار کردند. این سفر از راه زمینی انجام گرفت و بازیکنان به صورت نوبتی بر روی سقف اتوبوس می‌خوابیدند. خراب شدن اتوبوس تیم در دشت دل‌آرام افغانستان باعث سرگردانی و گرسنگی بازیکنان گردید. این سفر در مجموع ۲۴ روز به طول انجامید.
در اسفند ۱۳۲۹ نخستین دورهٔ بازی‌های آسیایی در دهلی نو برگزار گردید و ۲۲ ورزشکار از کاروان ۶۴ نفرهٔ ایران از باشگاه تاج بودند. در رشتهٔ فوتبال چهره‌هایی چون عارف قلی‌زاده، محمود بیاتی، نادر افشار علوی، پرویز کوزه‌کنانی و ژرژ مارکاریان تیم ملی فوتبال ایران را همراهی می‌کردند. ایران در فینال بازی‌های آسیایی برابر هند میزبان مسابقات تن به شکست داد و به مدال نقرهٔ بازی‌های آسیایی ۱۹۵۱ دست یافت.

### قهرمانی در جام باشگاه‌های تهران

تیم تاج در ۱۳۳۰، نسل نخست بازیکنان باشگاه از ترکیب اصلی کنار رفته‌اند و جوانانی هم‌چون پرویز کوزه‌کنانی و محمد خاتمی جانشین‌شان شده‌اند.

در فصل ۱۳۳۰ روند رو به رشد باشگاه ادامه داشت و تیم‌های پایه و اقماری باشگاه تاج با نام‌های تورج، افسر، دیهیم، کوروش و اتم به منظور پرورش استعدادها در سنین پایه و پشتوانه‌سازی برای تیم اصلی تاج تأسیس شدند. طرح دیگر باشگاه ایجاد شعبه‌های تاج در سراسر کشور بود که به تدریج در دستور کار قرار گرفت. جام باشگاه‌های تهران ۱۳۳۰ در دو گروه برگزار شد. این مسابقات با انحلال تیم سرباز و نزول تیم دارایی به عرصهٔ هماوردی دو باشگاه تاج و شاهین تبدیل شده بود و اختلاف قوای این دو تیم با تیم‌های دیگر تهران موجب شد تا برخی نتایج با اختلاف فاحش به ثبت برسد. پیروزی ۷−۰ تاج برابر دارایی از آن جمله بود. پس از پایان بازی‌های مرحلهٔ گروهی تیم‌های تاج و شرق از یک گروه و شاهین و تهران‌جوان از گروه دیگر صعود کردند. تاج در نهایت دیدار فینال با شاهین را با نتیجهٔ ۱−۲ به حریف واگذار کرد و مسابقات این سال را با نایب قهرمانی به پایان برد اما در مسابقات جام حذفی ۱۳۳۰ تاج به مقام قهرمانی رسید تا باشگاه فصل را بدون جام به پایان نرساند. فصل ۱۳۳۱ نیز یک جام دیگر برای تاج به همراه داشت، جام قهرمانی باشگاه‌های تهران ۱۳۳۱ که از آن تاج شد تا تاج برای دومین سال پیاپی فصل را با یک جام به پایان برساند.

### جدایی بازیکنان قدیمی
ایران در سال ۱۳۳۲ با وقوع کودتای ۲۸ مرداد دوران پُر التهابی را می‌گذارند. باشگاه تاج نیز در این سال آبستن بحران‌ها و حوادثی بود. در مهر ۱۳۳۲ گروهی از ستارگان تاج با مدیریت باشگاه دچار اختلافاتی شدند و به همراه علی دانایی‌فرد به تیم نادر پیوستند. اصغر جدی‌کار و بیوک جدی‌کار، نادر افشار، رضا زمینی و پرویز کوزه‌کنانی از جمله بازیکنانی بودند که راهی تیم نادر شدند و بازیکنانی چون پیر کارلو، عارف قلی‌زاده و محمود بیاتی و محمد بیاتی همچنان در تاج باقی ماندند. پس از جدایی علی دانایی‌فرد هدایت تیم تاج را رسول مددنوعی به عهده گرفت تا تاج بعد از ۷ فصل همکاری با دانایی‌فرد با یک مربی جدید به استقبال فصل ۱۳۳۲ برود. مددنوعی در مدت کوتاه حضور در نیمکت تاج موفقیتی کسب نکرد و تیم تاج در قهرمانی باشگاه‌های تهران ۱۳۳۲ چهارم شد و در مسابقات حذفی نیز پس از راهیابی به نیمه نهایی با حساب ۰−۲ مغلوب نادر شد و از رسیدن به فینال بازماند.
تیم در فصل ۱۳۳۳ با ادامهٔ اختلافات میان اعضا و به دنبال کوچ گروهی بازیکنان به باشگاه شعاع همچنان در سراشیبی قرار داشت. تعدادی از بازیکنان دیگر از جمله حسین سرودی و حاتم نیز به تیم نیروی‌هوایی پیوسته بودند. بازگشت علی دانایی‌فرد به نیمکت تاج نیز کارگشا نبود و تیم با شرایطی که وصف آن رفت در مسابقات قهرمانی تهران ۱۳۳۳ ۰−۳ مغلوب شاهین شد. تاج در بازی رودررو با شعاع حاضر به مسابقه با این تیم نشد و طبق قوانین ۰−۵ بازنده شناخته شد. در نهایت نیز تیم شعاع که نیمی از پیکرهٔ تاج را به خدمت گرفته بود جام قهرمانی را از آن خود کرد و تاج در ردهٔ چهارم ایستاد. مسابقات حذفی در این سال برگزار نشد تا تیم تاج برای دومین فصل پیاپی بدون جام فصل را به پایان برساند.
در فصل ۱۳۳۴ بازیکنان جداشدهٔ تاج به این تیم بازگشتند، اما به دلیل برگزاری مسابقات قهرمانی کشور و نیز دگرگونی در کادر فدراسیون فوتبال، مسابقات قهرمانی تهران برگزار نشد. جام حذفی تهران ۱۳۳۴ نیز در این سال نیمه‌کاره رها شد، اما پیش از ناتمام ماندن این مسابقات تاج از گردونه بازی‌ها حذف شده بود. همچنین دو تیم تاج و شاهین با ترکیبی مشترک در یک بازی دوستانه برابر هومنت من لبنان به میدان رفتند.
سال ۱۳۳۴ شاهد بروز درگیری و تنش میان گردانندگان باشگاه تاج و مقامات فدراسیون فوتبال بود. در دی ماه این سال و در جریان سفر تیم ملی فوتبال ایران به عراق میان سرپرست تیم ملی و علی دانایی‌فرد اختلافاتی ایجاد شد و در پی آن سیزده ملی‌پوش تاج از خرمشهر به تهران بازگشتند. این بازیکنان از سوی فدراسیون فوتبال به مدت سه ماه از حضور در میدان‌های فوتبال محروم شدند.

## ۱۳۳۵ تا ۱۳۴۱

### قهرمانی در کشور

علی دانایی‌فرد، پرویز خسروانی و سایر بازیکنان تاج تهران پس از قهرمانی در مسابقات قهرمانی سراسری سال ۱۳۳۶

تاج که از ۱۳۳۲ با جدایی گروهی از بازیکنان‌اش تضعیف شده بود، تا ۱۳۳۵ و با وجود بازگشت علی دانایی‌فرد عنوانی را در رقابت‌های تهران به دست نیاورد. در فصل ۱۳۳۵ اما تاجی‌ها در یک رقابت سخت و تنگاتنگ با تیم شاهین، جام قهرمانی را از آنِ خود کردند. مسابقات فصل ۱۳۳۵ به شیوهٔ «دو حذفی» در دو گروه و با شرکت ۱۳ تیم برگزار گردید. تاج در دور گروهی با حساب ۱−۴ مغلوب شاهین شد و شاهین مستقیماً به فینال راه یافت. طبق قوانین مسابقات تاج این فرصت را داشت تا در دیداری دیگر و این بار برابر تیم نیروی هوایی بخت خود را برای راهیابی به فینال بیازماید. بازی با پیروزی نیروی هوایی همراه بود، اما با توجه به حضور یک بازیکن با ملیت خارجی در ترکیب نیروی هوایی این تیم بازنده اعلام شد؛ بنابراین با توجه به قوانین مسابقات دو حذفی تیم تاج برای بار دوم مقابل شاهین قرار گرفت تا قهرمان مشخص شود. مسابقه دوم این دو تیم ۱−۱ و مسابقه سوم ۳−۳ خاتمه یافت. اما در دیدار چهارم تیم تاج به برتری ۳−۱ دست یافت تا هر دو تیم صاحب یک باخت شوند. سرانجام در رویارویی پنجم تیم تاج با نتیجهٔ ۲−۰ به برتری رسید و قهرمان تهران شد.
در ابتدای فصل ۳۷–۱۳۳۶، تاج در تابستان ۱۳۳۶ قهرمان جام باشگاه‌های تهران ۱۳۳۶ شد. چند روز بعد از این قهرمانی و در شهریور ۱۳۳۶ تاج نخستین جام کشوری را به مجموعهٔ افتخارات خود اضافه کرد. تاج به عنوان نمایندهٔ تهران در رشته فوتبال در جام قهرمانی ایران در شهر اصفهان حضور یافت و در فینال بازی‌ها با پیروزی ۳−۰ برابر تیم تبریز در ورزشگاه باغ همایون قهرمان ایران شد.

### فینال پرماجرا
در اواخر ۱۳۳۶ مسابقات جام حذفی تهران ۳۷–۱۳۳۶ در دو دسته آغاز شد. تیم‌ها در گروه خود دو بار با یکدیگر پیکار می‌کردند تا سرگروه انتخاب شود. رویداد شگفت این دوره از بازی‌ها، پیروزی ۱۸−۰ تاج در برابر تیم داریوش بود که در دی ماه ۱۳۳۶ رقم خورد. در گزارش این بازی آمده‌است: «حسن سلوک و همکاری و عصبانی نشدن افراد تیم داریوش قابل ذکر است.» سرانجام تاج و شاهین در گروه‌های خود اول شدند و دارایی و نیرو هوایی نیز به دیدار رده‌بندی راه یافتند. فینال در اردیبهشت ۱۳۳۷ برگزار شد و به تساوی ۱−۱ انجامید و بازی فینال چند روز بعد تکرار شد. دیدار تکراری و دوم فینال تا دقایق پایانی با نتیجه ۳–۲ به سود تاج در جریان بود که داور مسابقه، اصغر تهرانی، به دلیلی تاریکی هوا بازی را متوقف کرد. بازیکنان تاج که تیم خود را برنده می‌دانستند به این تصمیم داور معترض شدند و به دنبال آن، جام قهرمانی را از روی میز جوایز برداشتند و از ورزشگاه خارج شدند و این کار خود باعث درگیری هواداران دو تیم در بیرون ورزشگاه شد. در نهایت فدراسیون فوتبال ایران برای تعیین سرنوشت قهرمان از فدراسیون بین‌المللی فوتبال، فیفا استعلام کرد و فیفا رای به برگزاری دوباره فینال داد. بازی تکراری پس از بازی‌های آسیایی ۱۹۵۸ برگزار شد که با برتری ۰−۲ شاهین همراه بود و تاج به نایب قهرمانی رسید.

### قهرمانی دوگانه در تهران

در فصل ۳۸–۱۳۳۷ تاج موفق به کسب دوگانه جام حذفی و جام باشگاه‌های تهران شد.

در فصل ۱۳۳۷ مسابقات جام باشگاه‌های و حذفی تهران برگزار نشد و در تقویم بازی‌های تیم تاج تنها چند بازی دوستانه به ثبت رسید. از میان بازی‌ها می‌توان به بازی برابر دینامو تفلیس شوروی اشاره کرد. دینامو تفلیس در آن زمان از تیم‌های قدرتمند شوروی بود و سابقه حضور در فینال جام حذفی شوروی ۶۰–۱۹۵۹ و مقام سومی در لیگ شوروی ۱۹۵۹ را داشت. تیم تاج در بازی برابر این تیم به نتیجه مساوی رسید تا یکی از نتایج خوب تیم تاج برابر تیم‌های خارجی ثبت شود. در مهر ۱۳۳۷ یک دوره مسابقه چهارجانبه با نام جام تاج بین تیم‌های خانواده تاج در تهران بگزار شد که تاج تهران با پیروزی بر تاج اهواز در دیدار فینال توانست قهرمان این جام شود.
از اسفند ۱۳۳۷ فصل ۳۸–۱۳۳۷ با برگزاری مسابقات جام حذفی تهران ۳۸–۱۳۳۷ آغاز شد. تاج و شاهین با شکست دادن حریفان بار دیگر در فینال برابر هم قرار گرفتند. مصاف‌های اول و دوم این دو تیم ۲−۲ و ۰−۰ مساوی به پایان رسید. تاج در دیدار سوم ۲−۰ شاهین را شکست داد و قهرمان جام حذفی تهران شد. تاج در این سال علاوه بر جام حذفی تهران، در جام باشگاه‌های تهران ۱۳۳۸ نیز به قهرمانی رسید. این نخستین مرتبه در تاریخ حضور تاج در مسابقات باشگاهی تهران بود که تاج موفق به کسب هر دو عنوان جام باشگاه‌ها و حذفی تهران می‌شد. در این دوره بازیکنانی چون عارف قلی‌زاده، پرویز کوزه‌کنانی، برادران بیاتی، بیوک جدیکار، نادر افشار، ژرژ مارکاریان و… همچنان در ترکیب تیم حضور داشتند و جوانانی چون حسن حبیبی، محمد رنجبر، کامبیز جمالی و کرم نیرلو نیز به تیم اضافه شده بودند.

### ادامه موفقیت در تهران

تاج در اسفند ۱۳۳۹ و در آستانه کسب پنجمین قهرمانی در جام باشگاه‌های تهران.

فصل ۴۰–۱۳۳۹ یکه‌تازی تاج در فوتبال تهران ادامه داشت و باشگاه توانست از عنوان قهرمانی خود در مسابقات قهرمانی باشگاه‌های تهران و جام حذفی تهران دفاع کند و قهرمان جام باشگاه‌های تهران ۴۰–۱۳۳۹ و جام حذفی تهران ۱۳۳۹ شود. مسابقات قهرمانی باشگاه‌های تهران از دی ماه و در سه دستهٔ مقدماتی آغاز شده بود و برگزاری دور نهایی آن به فروردین ۱۳۴۰ کشیده شد. تاج در این مسابقات نیز شاهین را با یک گل شکست داد و در نهایت قهرمان تهران شد.
فصل ۴۱–۱۳۴۰ مرحله مقدماتی مسابقات قهرمانی باشگاه‌های تهران ۴۱–۱۳۴۰ از زمستان ۱۳۴۰ در دو گروه آغاز شد و تاج توانست از گروهش صعود کند. مرحله نهایی بازی‌ها در بهار ۱۳۴۱ با شرکت پنج تیم برگزار شد. تاج در این مسابقات ۲−۳ مغلوب شاهین شد و دیدار با دارایی را نیز ۱−۳ به حریف واگذار کرد. دارایی که در این سال تیم قدرتمندی داشت تیم شاهین را هم با دو گل از پیش رو برداشت و به قهرمانی رسید. تاج در پایان این بازی‌ها پس از دارایی و شاهین در ردهٔ سوم ایستاد. در این سال بازیکنانی چون فریبرز اسماعیلی، حشمت مهاجرانی، پرویز ابوطالب، بهمن نوروزی و منوچهر حبیبی از تیم دیهیم (یکی از تیم‌های پایهٔ تاج) به تیم اصلی باشگاه اضافه شده بودند.
تاج در فصل ۱۳۴۱ توانست عنوان قهرمانی تهران را در جام باشگاه‌های تهران ۱۳۴۱ از آن خود کند. در این فصل تاج سه بار با تیم شاهین روبرو شد و رقابت این دو تیم همچنان در اوج بود. پس از وقوع زمین‌لرزهٔ بوئین زهرا در شهریور ۱۳۴۱ دو تیم تاج و شاهین در دیداری خیریه برای کمک به بازماندگان این واقعه به میدان رفتند که این بازی با یک گل به سود تیم شاهین پایان یافت. در آبان ماه همان سال دیدار دوستانهٔ دیگری میان دو تیم برگزار شد که این بازی را تاج ۲−۱ برنده شد. رقابت دو تیم در مسابقات جام باشگاه‌های تهران در سال ۱۳۴۱ نیز ادامه یافت. این دیدار که در دی ماه ۱۳۴۱ برگزار شد، به دلیل اعتراض تیم شاهین نسبت به داور مسابقه نیمه‌کاره ماند. بازی با یک گل به سود تاج در جریان بود که تیم شاهین به گل رسید. داور در ابتدا گل را پذیرفت، اما چون پرچم کمک داور به علامت آفساید بالا بود گل را مردود اعلام کرد. تیم شاهین بلافاصله زمین بازی را ترک کرد و بازی به سود تیم تاج اعلام گردید. تاج در ادامهٔ مسابقات نیز به پیروزی‌های خود ادامه داد و در نهایت جام را به خانه برد.

## ۱۳۴۲ تا ۱۳۴۶

### افول

از ابتدای دهه ۱۳۴۰ دیدارهای دوستانه تاج با تیم‌های خارجی افزایش چشمگیری داشت، در تصویر دیدار تاج و راپید وین در اردیبهشت ۱۳۴۳ که با نتیجه ۲–۲ خاتمه یافت.

پس از دوران موفقیت‌آمیز اواخر دههٔ ۱۳۳۰ و ابتدای دههٔ ۱۳۴۰ که با قهرمانی‌های پیاپی همراه بود، تاج از فصل ۱۳۴۲ وارد یک دورهٔ افول گردید. در این زمان تیم شهربانی که از سال ۱۳۳۲ فعالیت داشت به پاس تغییر نام داد و ساختار تازه‌ای پیدا کرد. پس از آن تعدادی از بازیکنان نظامی تاج همچون حشمت مهاجرانی، حسن حبیبی، منوچهر حبیبی، محمد رنجبر و اصغر شرفی به تیم پاس پیوستند. در این هنگام نخستین نسل طلایی تاج نیز به پایان راه رسیده بود؛ پرویز کوزه‌کنانی، برادران بیاتی و نادر افشار از دنیای فوتبال خداحافظی کردند و عارف قلی‌زاده هم به کشور سوئیس نقل مکان کرد. تاج با از دست دادن این بازیکنان از دوران پر شکوه خود فاصله گرفت و این افول تا اواخر دههٔ ۱۳۴۰ و پیدایش نسل طلایی دوم تاج ادامه یافت. کاهش قدرت تاج با اوج گرفتن تیم‌های دارایی، پاس و شاهین مصادف بود و به مدت ۶ سال جام دیگری کسب نکرد. تاج در سال ۱۳۴۲ با توجه به از دست دادن شمار زیادی از بازیکنان‌اش از مسابقات جام حذفی انصراف داد. جام قهرمانی باشگاه‌های تهران نیز به علت برگزاری مسابقات مقدماتی المپیک توکیو و مسابقات ارتش‌ها برگزار نشد.
به این ترتیب بازی رسمی چندانی برای تیم فوتبال باشگاه در سال ۱۳۴۲ به ثبت نرسید. اما بازی‌های دوستانه با تیم‌های خارجی همچون سال‌های پیش از آن برگزار شد. از بازیکنان قدیمی‌تر تاج بیوک جدیکار و کرم نیرلو، همچنان در ترکیب تاج بودند و به جای بازیکنان جداشده نیز تعدادی بازیکن عمدتاً جوان به ترکیب تیم راه یافته بودند. محمدرضا عادلخانی، مرتضی شرکا و مصطفی شرکا، حسین فرزامی و حسن اعلم از جمله بازیکنان تازه‌وارد تاج بودند. از میان این بازیکنان، رضا عادلخانی که در آن زمان تنها ۱۶ ساله بود، حضور کوتاهی در تیم داشت. او در یکی از اردوهای تاج در کشور ترکیه مورد توجه باشگاه بایرن مونیخ قرار گرفت و پس از یک سال بازی با پیراهن تاج راهی اروپا شد.
در فصل ۱۳۴۳ مسابقات قهرمانی باشگاه‌های تهران ۱۳۴۳ که چند هفته از آن سپری شده بود، به علت حضور تیم ایران در المپیک تعطیل شد. در این دوره، با اوج‌گیری دارایی در فوتبال تهران، اعضای قدیمی این باشگاه مناصب رده بالای فدراسیون فوتبال را نیز در اختیار داشتند و جنگ قدرت میان قطب‌های فوتبال پایتخت وارد مرحلهٔ تازه‌ای شد؛ از جمله بروز اختلاف میان مسئولان فدراسیون فوتبال و باشگاه شاهین. تیم تهران برای برگزاری دیداری دوستانه راهی شوروی بود که تصمیم فدراسیون در مورد اعزام مدیر باشگاه دارایی به جای یکی از بازیکنان شاهین، اعتراض و کناره‌گیری شاهینی‌ها را در پی داشت. پس از این ماجرا، فدراسیون حکم محرومیت ۶ بازیکن شاهین و لغو پروانه این باشگاه به مدت دو سال را صادر کرد. البته، این محرومیت‌ها در بهمن همان سال بخشیده شد. در اسفند آن سال یک دوره مسابقه با عنوان کاپ دوستی برای کاهش تنش‌ها میان مدیران و تیم‌های مختلف میان باشگاه‌های تهران برگزار شد، اما دقیقاً به دلیل همین اختلاف‌ها این مسابقات هم نیمه‌کاره رها شد تا فصل ۱۳۴۳ هم بدون دست‌آورد خاصی برای تاج پایان یابد.

### حضور در میانه‌های جدول
در فصل ۱۳۴۴ مسابقات قهرمانی تهران در سال ۱۳۴۴ پس از دو سال رکود با قهرمانی شاهین به پایان رسید و تاج در جای ششم ایستاد. این رتبه بدترین رتبه تاج در ادوار جام باشگاه‌های تهران بود. دیدار رودرروی تاج و شاهین در این مسابقات نیز ۱−۲ به سود شاهین خاتمه یافت. در این سال، میان دو باشگاه تاج و شاهین اتحادی ایجاد شده بود و ترکیب مشترکی از دو تیم در چند دیدار دوستانه در برابر تیم‌هایی چون آاگ سوئد، واشاش مجارستان و ترنشین چکسلواکی به میدان رفتند. ترکیب تاج در این سال نیز تغییراتی داشت و بازیکنان جدیدی به تیم اضافه شده بودند. احمد منشی‌زاده، عباس کردنوری و علی جباری از جمله بازیکنانی بودند که در این سال به تاج پیوستند.

در فصل ۴۵–۱۳۴۴، جام باشگاه‌های تهران ۴۵–۱۳۴۴ در نیمهٔ دوم سال ۱۳۴۴ آغاز شد و تا بهار سال ۱۳۴۵ ادامه یافت. در این مسابقات، تاج موفق شد با نتیجهٔ ۳−۱ شاهین را شکست دهد. اما رقابت بر سر قهرمانی این مسابقات میان دو باشگاه دارایی و پاس جریان داشت. در نهایت تیم پاس توانست برای نخستین بار به مقام قهرمانی باشگاه‌های تهران دست یابد و تاج در ردهٔ پنجم قرار گرفت. ترکیب مشترکی از تاج و شاهین در مهر ماه همان سال در یک دیدار دوستانه برابر تیم فنرباغچه به میدان رفتند که بازی ۱−۲ به سود فنرباغچه به پایان رسید.

تاج در ۱۳۴۶، بازیکنان جدید کم‌کم در ترکیب اصلی جا می‌افتند.

در فصل ۱۳۴۶ محمود بیاتی نیز به کادر مربی‌گری تاج اضافه شد. تاج مسابقات جام باشگاه‌های تهران ۱۳۴۶ را با عنوان چهارمی به پایان رساند. اما مسابقات آن سال بیش از هر چیز تحت تأثیر درگیری مجدد گردانندگان باشگاه شاهین و مسئولان فدراسیون فوتبال قرار داشت. باشگاه شاهین بار دیگر با حکم انحلال روبه‌رو شد؛ با این تفاوت که این بار این حکم مورد تجدید نظر قرار نگرفت و این باشگاه از ادامه فعالیت‌ها با نام شاهین بازماند. در مسابقات آن سال، دو تیم شاهین و دارایی رقابت نزدیکی بر سر قهرمانی داشتند. در جریان دیدار شاهین و تهران‌جوان، رئیس باشگاه شاهین نسبت به حضور یکی از بازیکنان حریف اعتراضیه‌ای را به سرهنگ سرودی رئیس فدراسیون ارائه داد که با برخورد شدید عوامل فدراسیون در سکوهای امجدیه روبه‌رو شد. حوادث و حاشیه‌های پیرامون این دیدار سبب شد تا سازمان تربیت بدنی در اطلاعیه‌ای پروانهٔ باشگاه شاهین را از تاریخ سه‌شنبه ۲۰ تیر ۱۳۴۶ لغو نماید. طبق روایتی که مورد تأیید باشگاه شاهین است، حسین سرودی رئیس وقت فدراسیون فوتبال در درگیری‌های روز بازی و لغو پروانه شاهین بیشترین نقش را داشته‌است. او درخواست انحلال شاهین را به سازمان تربیت بدنی ارائه می‌دهد و سپس از طریق محمد خاتمی که در آن زمان فرماندهٔ نیروی هوایی ارتش بود، منوچهر قراگوزلو رئیس سازمان تربیت بدنی را ترغیب می‌کند تا رای را تأیید نماید. سرودی به همراه خاتمی از اعضای تاج در دههٔ ۱۳۲۰ بودند که پس از اختلاف با پرویز خسروانی از تاج جدا شدند و در دههٔ ۱۳۴۰ از هواخواهان دارایی و در جبههٔ مقابل باشگاه تاج بودند.

## ۱۳۴۷ تا ۱۳۴۸

### موج انحلال تیم‌ها

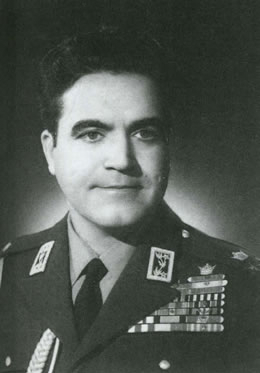
پرویز خسروانی مالک باشگاه تاج در ۱۳۴۷ با تأسیس سازمان ورزشی و فرهنگی تاج، این باشگاه و سایر تیم‌های مجموعه تاج را وقف عام کرد.

فصل طولانی ۴۸–۱۳۴۷ با تغییرات بنیادینی در تاریخ باشگاه تاج و فوتبال ایران همراه بود. در این سال، پرویز خسروانی به ریاست سازمان تربیت بدنی رسید و در سال نخست صدارت او و در ادامه جنگ قدرت میان مدیران و باشگاه‌های تهران، هر دو باشگاه دارایی و تهران‌جوان منحل شدند که به عقیدهٔ برخی، اقدامی تلافی‌جویانه و در جواب قدرت‌نمایی اعضای دارایی بوده‌است. سال ۱۳۴۷ ابتدا تیم تهران‌جوان که ریشهٔ مشترکی با دارایی داشت منحل شد، سپس باشگاه شعاع از گردونهٔ رقابت‌ها کنار گذاشته شد و در نهایت رئیس باشگاه دارایی با انتشار بیانیه‌ای انحلال باشگاه خود را اعلام کرد. از این میان، باشگاه دارایی در دههٔ ۱۳۵۰ به عرصهٔ مسابقات بازگشت و در سال‌های پس از انقلاب نیز فعالیت داشت.
با بالا گرفتن جنگ قدرت میان قطب‌های فوتبال تهران و کشیده شدن این درگیری‌ها به بیرون از میدان ورزش، پرویز خسروانی از آیندهٔ باشگاه تاج نیز بیمناک شده بود. در آن هنگام، تاج به مجموعه‌ای بزرگ بدل شده بود که از امکانات و زیرساخت‌های متعدد ورزشی در تهران و شعبه‌هایی در سراسر ایران و حتی خارج از ایران بهره می‌گرفت. شورای عالی تاج برای حفظ این مجموعه در شهریور ۱۳۴۷ اساسنامهٔ تازه‌ای را تصویب نمود که به موجب بندی از آن، سازمان تاج − چه در زمان حیات و چه بعد از فوت مؤسس آن − غیرقابل انحلال اعلام شد و انحلال آن تنها در صورت بروز حوادث غیرمترقبه، به نحوی که امکان ادامه فعالیت وجود نداشته باشد، با رای شورای عالی سازمان تاج منحل ممکن می‌شد که در این صورت، تمام اموال و امکانات آن می‌بایست به سازمان ورزش هبه شود.
پس از انحلال باشگاه شاهین، شهرآورد تاج و شاهین نیز به خاطره‌ها پیوست. بازیکنان شاهین پس از تعطیلی این باشگاه راهی تیم نوظهور پرسپولیس شدند که در دسته سوم فوتبال تهران حضور داشت. مجموعهٔ شاهین هفت سال پس از انحلال، در سال ۱۳۵۳ با نام «شهباز» مجوز فعالیت گرفت. دیدارهای تاج و شهباز در دوره‌های آخر جام تخت جمشید به دلیل انتقال تعدادی از بازیکنان تاج به شهباز از حساسیت برخوردار شد. پس از انقلاب ۱۳۵۷ نیز شاهین به حیات خود ادامه داد و در اوایل دههٔ ۱۳۶۰ دو تیم تاج (با نام تازهٔ «استقلال») و شاهین در جام باشگاه‌های تهران همچنان رقابت داشتند. با این همه از اواخر دههٔ ۱۳۴۰ به تدریج پرسپولیس به عنوان قطب جدید فوتبال تهران مطرح گردید و جای شاهین را در رقابت با تاج گرفت.
از دیگر تغییرات این سال، تغییر مربی تیم بود. محمود بیاتی که سال‌های متمادی برای تاج به میدان رفته بود، پس از بازنشستگی، به کادر مربی‌گری باشگاه پیوست. او در مسابقات سال ۱۳۴۶ همراه با علی دانایی‌فرد تیم را روانه مسابقات کرد و پس از آن تا سال ۱۳۴۸ در میدان‌های مختلف هدایت تاج را − گاه به تنهایی و گاه همراه با علی دانایی‌فرد − به عهده داشت. سال ۱۳۴۷ با دیدار دوستانهٔ تاج و پرسپولیس در ۱۶ فروردین ماه آغاز شد که به تساوی بدون گل انجامید. مربی تاج در این بازی علی دانایی‌فرد بود. این نخستین بازی تاج در برابر باشگاه تازه‌تأسیس پرسپولیس و نقطهٔ شروع شهرآورد آبی و قرمز تهران بود. پرسپولیس که بازیکنان شاهین را به خدمت گرفته بود، بر خلاف شاهین از حامیان سیاسی قدرتمندی برخوردار بود و به تدریج راه پیشرفت را می‌پیمود. این تیم در سال ۱۳۴۷ به دستهٔ اول فوتبال تهران راه یافت و به مرور جایگاه شاهین را در شهرآورد تهران از آن خود کرد.
در مسابقات جام حذفی تهران ۱۳۴۷ تاج راه به جایی نبرد و با شکست در برابر پاس حذف شد. در مسابقات طبقه‌بندی جام باشگاه‌های تهران ۴۸–۱۳۴۷ نیز تاج در گروه خود اول شد اما در انتخابی جام باشگاه‌های آسیا موفق نبود و پرسپولیس برای حضور در آن مسابقات انتخاب شد. محمود بیاتی در سال ۱۳۴۷ هم‌زمان با مربی‌گری در تیم تاج سکان هدایت تیم ملی فوتبال ایران را نیز در دست داشت و در جام ملت‌های آسیا ۱۹۶۸ که در تهران برگزار شد ایران را برای نخستین بار به مقام قهرمانی آسیا رساند. در این دوره و پس از گذشت ۶ سال از نزول تاج در فوتبال تهران، به مرور نسل تازه‌ای از بازیکنان در این تیم روی کار آمدند که توانستند افتخارات فراوانی را برای باشگاه به دست آورند. از جمله مهدی لواسانی که از سال ۱۳۴۶ به تاج آمده بود و نیز داریوش مصطفوی که البته به مدت طولانی در تاج نماند و دو سال بعد راهی پرسپولیس شد. همچنین بازیکنانی چون منصور پورحیدری و جلال طالبی از دارایی، کارو حق‌وردیان از شعاع، عزت جانملکی از پیکان و پرویز قلیچ‌خانی از کیان در همین سال به تیم تاج پیوستند.

### بازگشت به عنوان قهرمانی

بازیکنان و پرسنل تیم تاج با جام قهرمانی میلز در سال ۱۳۴۸.

در فصل ۴۸–۱۳۴۷ ترکیب تاج همچنان در حال دگرگونی بود. فرامرز ظلی، ناصر حجازی، نصرالله عبداللهی، جواد قراب، اکبر کارگرجم، برادران عباس و مسعود مژدهی، علی‌رضا حاج‌قاسم و غلام‌حسین مظلومی از جمله بازیکنانی بودند که به آبی‌پوشان پایتخت پیوستند. تاج با این پشتوانه به تیمی نیرومند بدل شد و پس از ۷ سال به یک عنوان قهرمانی در فوتبال تهران دست یافت. در تابستان ۱۳۴۸ مرحله نهایی جام باشگاه‌های تهران ۴۸–۱۳۴۷ با هدف رده‌بندی باشگاه‌های تهران برای شناخت نمایندهٔ ایران در سومین دورهٔ جام باشگاه‌های آسیا برگزار شد که تاج با هدایت علی دانایی‌فرد به عنوان تیم اول تهران شناخته شد. تاج در این تورنمنت برای نخستین بار در یک دیدار رسمی پرسپولیس صف‌آرایی کرد و با پیروزی از زمین خارج شد. دیدار دو تیم در ۱۳ مرداد ۱۳۴۸ در امجدیه برگزار شد که با برتری ۳−۱ تاج همراه بود. احمد منشی‌زاده، علی جباری و کارو حق‌وردیان برای تاج گل‌زنی کردند.
در نیمه دوم ۱۳۴۸ و اندکی بعد از اتمام مسابقات باشگاه‌های تهران ۴۸–۱۳۴۷، فصل ۱۳۴۸ تاج آغاز شد. رویداد نخست فصل ۱۳۴۸ حضور تاج در تورنمنت بین‌المللی میلز هندوستان بود که در پاییز آن سال با قهرمانی آبی‌پوشان رقم خورد. این قهرمانی نخستین قهرمانی تاج در خارج از ایران بود و همچنین آخرین عنوان قهرمانی تاج با دانایی‌فرد، مربی تاریخ‌سازش نیز بود. مسابقات قهرمانی باشگاه‌های تهران ۱۳۴۸ از آذر ۱۳۴۸ آغاز شد که در پایان تاج پس از پیکان در ردهٔ دوم ایستاد.
در ۱۷ بهمن ۱۳۴۸ تاج برای دومین مرتبه در ۱۳۴۸ به مصاف پرسپولیس رفت. تاج در دقیقهٔ ۹ بازی با گل غلام‌حسین مظلومی از حریف پیش افتاد و تا اواخر بازی این برتری پا بر جا بود. اما در دقیقهٔ ۸۲ بازیکنان پرسپولیس در اعتراض به داور مسابقه از زمین خارج شدند. عزیز اصلی دروازه‌بان پرسپولیس داور را مضروب نمود و فدراسیون فوتبال بازی را ۳−۰ به سود تاج اعلام کرد. دوران طولانی مربی‌گری علی دانایی‌فرد در تیم اصلی باشگاه تاج در اواخر سال ۱۳۴۸ به پایان رسید و او جای خود را به زدراکو رایکوف داد. دانایی‌فرد از ابتدای تأسیس کلوب دوچرخه‌سواران به عنوان مربی در کنار این تیم حضور داشت و از این رو به عنوان نخستین چهرهٔ دوران‌ساز تاریخ باشگاه استقلال شناخته می‌شود. دانایی‌فرد در مجموع توانست تاج را شش بار قهرمان جام باشگاه‌های تهران و چهار بار قهرمان جام حذفی تهران کند. یک قهرمانی در مسابقات قهرمانی ایران و یک جام میلز دیگر عناوینی بودند که تاج تحت مربی‌گری دانایی‌فرد کسب کرد. دانایی‌فرد به غیر از مربی‌گری تیم اصلی تیم‌های جوانان تاج را هم تمرین می‌داد و تحت نظر وی تعدادی از این جوانان تبدیل به بازیکنان تیم بزرگسالان تاج شدند تا وی تبدیل به یکی از تاثیرگذارترین چهره‌های تاریخ این باشگاه شود.

## ۱۳۴۹

### رایکوف

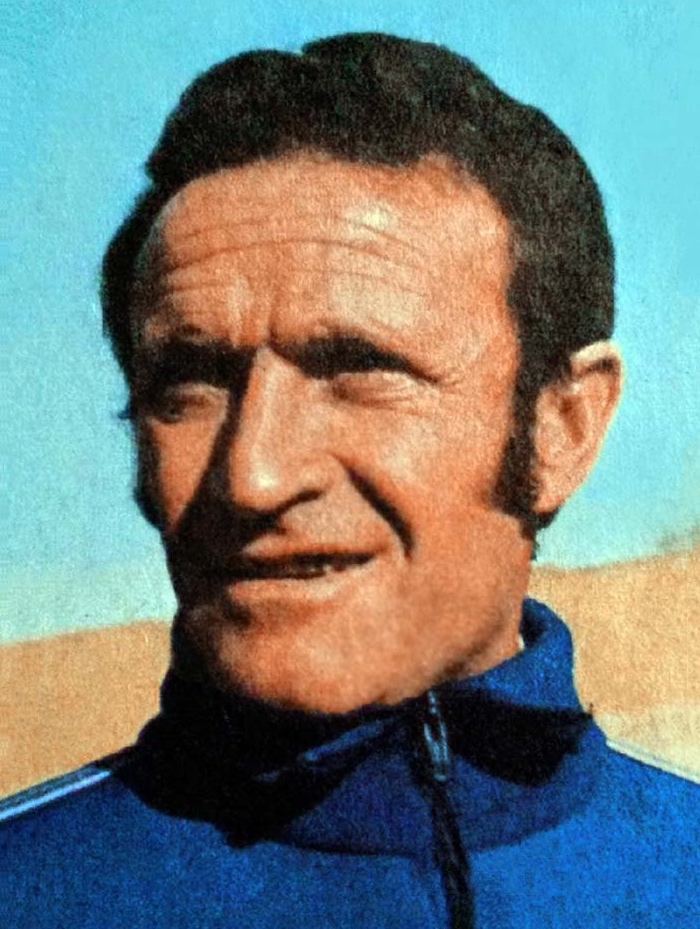
رایکوف، نخستین مربی خارجی تاج.

در اواخر دهه ۱۳۴۰ با مدرن و علمی شدن فوتبال، تاج احتیاج به مربی تازه‌ای داشت. زدراکو رایکوف که از ۱۳۴۷ به مدت دو سال سرمربی تیم‌های ملی فوتبال جوانان و بزرگ‌سالان ایران بود و به این دلیل، شناخت خوبی از بازیکنان تاج داشت، به عنوان مربی جایگزین دانایی‌فرد شد. رایکوف، اگر چه نسبت به علی دانایی‌فرد حضور کوتاه‌تری در تاج داشت، اما به دلیل تأثیر شگرف و قابل توجهی که بر فوتبال ملی و باشگاهی ایران به جا گذاشت، از چهره‌های دوران‌ساز تاریخ باشگاه تاج به‌شمار می‌آید. شکل و نحوهٔ تمرینات رایکوف با آنچه پیش از آن در فوتبال ایران اجرا می‌شد، تفاوت داشت. توجه ویژه به تمرینات فیزیکی و بدن‌سازی، اجرای تمرینات مخصوص برای دفاع، توپ‌گیری، حفظ توپ و حمله، و تدوین برنامهٔ هفتگی تمرین متناسب با بازی بعدی از جملهٔ این نوآوری‌ها بود. رایکوف همچنین در کشف و پرورش استعدادهای جوان مهارت داشت و نسلی از بازیکنان جوان را به سطح اول فوتبال ایران معرفی کرد. با آمدن رایکوف سیستم بازی تاج نیز دست‌خوش دگرگونی شد. سیستم رایج فوتبال ایران در آن هنگام ۴−۲−۴ (دو هافبک و چهار مهاجم) بود، اما رایکوف سیستم ۲−۴−۴ و ۳−۳−۴ را در تاج پایه‌ریزی نمود.
این دگرگونی‌ها هم‌زمان با شروع دوران تازه‌ای از حیات باشگاه تاج بود و با توجه به سیر پیشرفت و تکامل فوتبال در ایران و آسیا (راه‌اندازی لیگ سراسری فوتبال در ایران و رقابت‌های باشگاهی در آسیا) تاج پس از سه دهه رقابت با باشگاه‌های تهرانی برای نخستین بار پای به میدان‌های کشوری و آسیایی می‌گذاشت.

### قهرمانی در آسیا

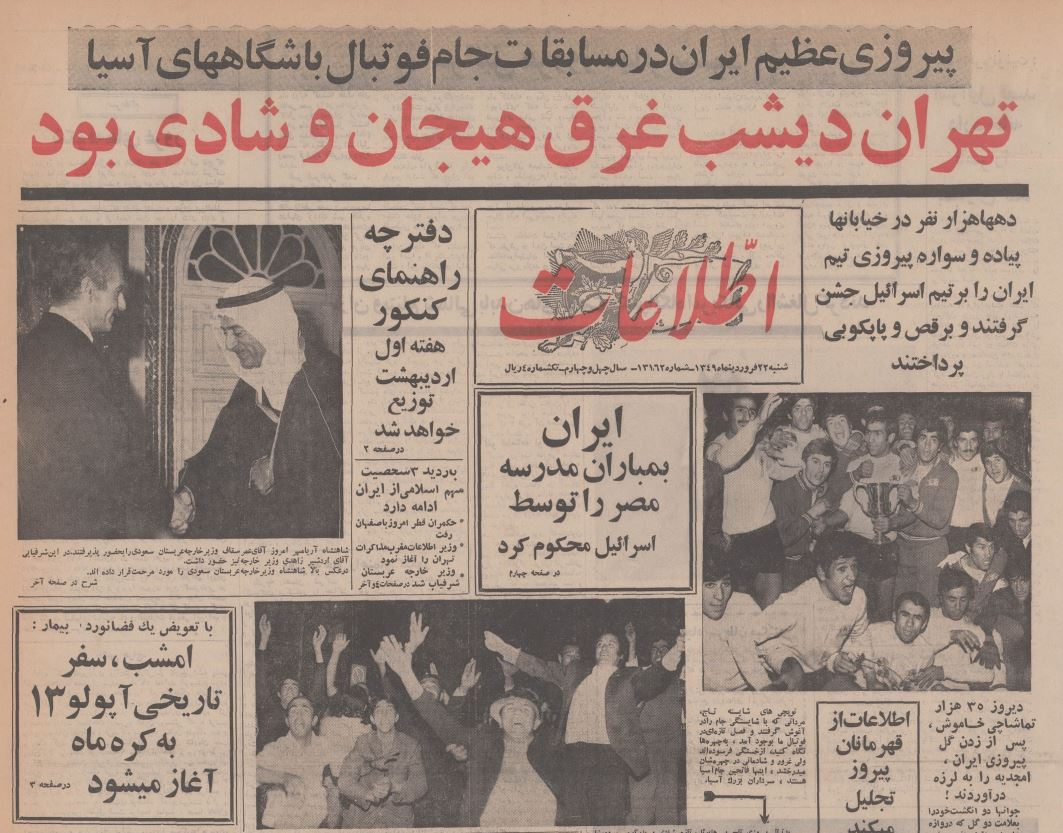
نیم‌صفحه نخست روزنامه اطلاعات، فردای قهرمانی تاج در آسیا.

فصل ۱۳۴۹ تیم تاج با مربی تازه‌اش از فروردین و با مسابقات جام باشگاه‌های آسیا آغاز شد. این بازی‌ها به میزبانی ایران و در ورزشگاه امجدیه تهران برگزار شد. این نخستین حضور تاج در رقابت‌های قاره‌ای بود. تاج در این مسابقات از چهار یار کمکی بهره برد: غلام وفاخواه از عقاب تهران، فریدون معینی از پیکان تهران، مسعود معینی از بانک ملی تهران و محمود خوردبین از پرسپولیس تهران. تیم تاج با دو پیروزی ۳−۰ در برابر نمایندگان لبنان و مالزی به آسانی از گروه خود صعود کرد، در نیمه نهایی مدان اندونزی را از پیش رو برداشت و در بازی فینال به هاپوئل تل‌آویو قهرمان دورهٔ نخست مسابقات رسید. تیم‌های اسرائیلی در آن هنگام در قارهٔ آسیا بازی می‌کردند و تیم ملی فوتبال اسرائیل نیز در همان سال به عنوان تنها نمایندهٔ آسیا و اقیانوسیه به جام جهانی فوتبال ۱۹۷۰ مکزیک راه یافته بود.
۲۱ فروردین سال ۱۳۴۹ در ورزشگاه لبریز از تماشاگر امجدیه تهران نخستین فینال آسیایی تاج برگزار شد. هاپوئل در این دیدار از حمایت پنج هزار نفر از اتباع اسرائیل که در ایران زندگی می‌کردند، برخوردار بود. این تیم در دقیقه ۶۹ بازی با گل یهزکیل چازوم بازیکن ملی‌پوش خود از تاج پیش افتاد. بازی با همین گل رو به پایان بود اما غلام وفاخواه در دقیقه ۸۳ کار را به تساوی و وقت اضافه کشاند. در دقیقه ۹۲ پس از آن‌که سانتر منصور پورحیدری توسط خط دفاعی حریف برگشت داده شد، مسعود معینی مدافع پیش‌تاختهٔ تاج با یک شوت سرکش توپ را درون دروازهٔ هاپوئل جای داد تا حساب کار ۲−۱ به سود نمایندهٔ ایران شود. داور در این مسابقه به یک بازیکن از هر تیم کارت قرمز نشان داد و دو تیم ۱۰ نفره به بازی ادامه دادند. تاج در ۲۰ دقیقهٔ پایانی مسابقه به دلیل آسیب‌دیدگی یکی از بازیکنان پس از انجام هر سه تعویض، با ۹ نفر در برابر حریف ایستادگی کرد. برتری سپیدپوشان تا پایان مسابقه پا بر جا ماند و به این ترتیب تاج ایران به روند متوالی قهرمانی باشگاه‌های اسرائیل در آسیا پایان داد و جام را در خانه نگه داشت. این بازی به عنوان یکی از دیدارهای حماسی در تاریخ باشگاه استقلال ثبت شده‌است. مردم تهران پس از پایان این دیدار تا صبح در خیابان‌های شهر به شادی و پای‌کوبی پرداختند. در پایان این بازی‌ها غلام‌حسین مظلومی نیز با ۵ گل زده عنوان آقای گل مسابقات را از آن خود کرد.

### اولین لیگ سراسری در ایران

تاج در ۱۳۴۹، ۲۵ سال بعد از تأسیس و در آستانه کسب قهرمانی جام منطقه‌ای، نخستین جام سراسری ایران.

فصل ۱۳۴۹ صرف نظر از افتخارآفرینی در آسیا، به لحاظ رویدادهای کشوری نیز نقطهٔ عطفی در تاریخ باشگاه استقلال و فوتبال ایران به‌شمار می‌آید. در این سال، نخستین دورهٔ لیگ فوتبال باشگاهی ایران توسط فدراسیون مصطفی مکری راه‌اندازی شد. مسابقات فوتبال در ایران تا آن هنگام، به صورت محلی برگزار می‌شد و باشگاه‌ها در بازی‌های درون‌شهری به میدان می‌رفتند. مسابقات قهرمانی کشور در هر سال میان تیم‌های منتخب شهرهای مختلف به صورت متمرکز و به میزبانی یک شهر برگزار می‌شد. در این مسابقات، تیم‌ها با نام شهرها شرکت می‌کردند و خبری از باشگاه‌های فوتبال نبود. در اواخر دههٔ ۱۳۳۰ مصطفی مکری در دورهٔ نخست صدارت خود در فدراسیون فوتبال ایران کوشید تا مقدمات برگزاری لیگ باشگاهی را در ایران فراهم کند. این تلاش‌ها در سال ۱۳۳۹ به برگزاری یک دوره مسابقه میان چند تیم باشگاهی از نقاط مختلف کشور در شهر ساری منجر شد، اگر چه به دلیل عدم برگزاری بازی‌ها به صورت رفت و برگشت و همچنین عدم حضور تیم‌های برتر باشگاهی ایران، این مسابقات ویژگی‌های یک لیگ فوتبال را نداشت.
پس از آن مسابقات و با رفتن مکری از فدراسیون فوتبال، فراهم نمودن مقدمات برگزاری لیگ باشگاهی در ایران بار دیگر به دست فراموشی سپرده شد و رقابت‌های فوتبال قهرمانی کشور باز هم میان تیم‌های برگزیدهٔ شهرهای مختلف برگزار گردید. با این تفاوت که طی دههٔ ۱۳۴۰ از تهران به جای تیم منتخب باشگاه‌ها، قهرمان جام باشگاه‌های تهران به مسابقات قهرمانی کشور فرستاده می‌شد و باشگاه‌های تاج، دارایی و پاس در این دهه به نمایندگی از تهران راهی این مسابقات و موفق به کسب عناوین قهرمانی شدند. مصطفی مکری در سال ۱۳۴۹ و در دورهٔ دوم ریاست خود بر فدراسیون فوتبال، کار نیمه‌تمام خود را به انجام رسانید و نخستین لیگ فوتبال باشگاهی ایران را با حضور تیم‌های مطرح باشگاهی آن زمان با نام «جام منطقه‌ای فوتبال ایران» برپا نمود. این مسابقات در مرداد سال ۱۳۴۹ آغاز گردید و تا زمستان همان سال ادامه یافت. دور اول بازی‌ها در ۴ منطقهٔ کرمان، رضائیه (ارومیه)، اصفهان و رشت برگزار شد و تیم‌های اول و دوم هر منطقه به دور دوم مسابقات راه یافتند.

### قهرمانی در لیگ
تاج در منطقهٔ دوم با تیم‌های کارگر آبادان، پاس همدان، و پرسپولیس رضائیه در یک گروه قرار داشت و در پایان بازی‌های به عنوان تیم اول این منطقه به دور دوم راه یافت. در دور دوم بازی‌ها تاج تهران با تیم‌های تاج آبادان، کارگر آبادان و آریای مشهد در گروه دوم بازی‌ها به رقابت پرداخت. تاج از سد آریای مشهد عبور کرد و در برابر تاج آبادان و کارگر آبادان به تساوی دست یافت. آبی‌پوشان پایتخت با تفاضل گل بهتر به دور سوم بازی‌ها راه یافتند و در دیدار نیمه نهایی برابر پرسپولیس قرار گرفتند.
پرسپولیس در این سال بار دیگر بازیکنان شاهین را در ترکیب خود داشت و تیمی پُرمهره بود. تاج در دقیقهٔ دوم این دیدار با پذیرش یک گل زودهنگام از حریف عقب افتاد. بازی تا دقیقهٔ ۷۵ با همین نتیجه ادامه داشت تا این‌که عباس مژدهی کار را به تساوی کشاند. چند دقیقه پس از این گل، بازی به جنجال کشیده شد و بازیکنان پرسپولیس بار دیگر به نشانهٔ اعتراض به داور زمین بازی را ترک کردند. عزیز اصلی در این بازی نیز در متن درگیری‌ها قرار داشت. فدراسیون فوتبال با صدور حکمی تیم تاج را ۳−۰ برنده معرفی کرد و آبی‌پوشان به دیدار پایانی راه یافتند. تاج در فینال بازی‌ها رودرروی پاس تهران قرار گرفت. غلام‌حسین مظلومی در نیمهٔ نخست تاج را جلو انداخت اما حریف با گل اصغر شرفی بازی را برابر کرد. در دقیقهٔ ۳۳ مسابقه اکبر کارگرجم گل دوم را وارد دروازهٔ پاس نمود که تا پایان بازی پاسخی را در پی نداشت. به این ترتیب تاج جام قهرمانی نخستین لیگ سراسری باشگاهی تاریخ فوتبال ایران را تصاحب نمود.
تیم تاج در مهرماه سال ۱۳۴۹ و در خلال بازی‌های لیگ منطقه‌ای، در مسابقات بین‌المللی جام میلز هند نیز برای دومین سال پیاپی به قهرمانی رسید و نخستین فصل حضور رایکوف در تاج با کسب سه جام تبدیل به فصلی رؤیایی شد. جام حذفی تهران ۱۳۴۹ تنها رویداد این سال بود که تاج در آن به قهرمانی نرسید و با شکست برابر پاس به مقام دومی بسنده کرد.

## ۱۳۵۰ تا ۱۳۵۱

### عنوان سومی آسیا

تیم زنان تاج در مسابقه با تیم منتخب بازیکنانان ایتالیایی، اردیبهشت ۱۳۵۰، نخستین روزهای پایه‌گذاری فوتبال زنان در ایران.

فصل ۱۳۵۰ به سرعت پس از پایان مسابقات لیگ منطقه‌ای، مسابقات جام باشگاه‌های تهران ۵۰–۱۳۴۹ از بهمن ماه ۱۳۴۹ آغاز و بعد از برگزاری هفته نخست، ادامه بازی‌ها به فروردین ۱۳۵۰ موکول شد. برگزاری بازی‌ها تا تیر ۱۳۵۰ ادامه یافت و تاج رایکوف که همچنان در اوج قرار داشت، با ۱۰ برد، چهار تساوی، و بدون شکست، جام قهرمانی مسابقات باشگاه‌های تهران را نیز از آن خود کرد.
در میانهٔ برگزاری این مسابقات و هم‌زمان با نوروز ۱۳۵۰، آبی‌پوشان برای دفاع از عنوان قهرمانی خود در آسیا رهسپار شرق این قاره شدند. چهارمین دورهٔ مسابقات قهرمانی باشگاه‌های آسیا از ۱ فروردین ۱۳۵۰ در بانکوک آغاز شد و تیم‌ها در گام نخست برای تعیین گروه‌بندی بازی‌ها، یک دیدار مقدماتی برگزار کردند. تاج بازی گروه‌بندی را با نتیجهٔ ۲−۳ به تیم پلیس عراق واگذار کرد و با احتساب نتایج بازی‌های دیگر، در گروه ۱ مسابقات جای گرفت. بازی‌های دور گروهی در روزهای چهارم، ششم و هشتم فروردین ۱۳۵۰ برگزار شد و تاج با کسب دو پیروزی برابر ارتش کره جنوبی و پراک فای مالزی و تساوی برابر العربی کویت صدرنشین گروه شد. تاجی‌ها در بازی نیمه‌نهایی بار دیگر به پلیس بغداد برخورد کردند و با پذیرش شکست ۰−۲ از راه‌یابی به دومین فینال آسیایی خود بازماندند. بازی رده‌بندی در ۱۲ فروردین برگزار شد و تاج با شکست دادن دوبارهٔ ارتش کره جنوبی در ردهٔ سوم مسابقات جای گرفت.
این آخرین دورهٔ برگزاری مسابقات قهرمانی باشگاه‌های آسیا در دههٔ ۱۹۷۰ میلادی بود و ملاحظات سیاسی همچون اعتراض برخی کشورها به حضور نمایندگان اسرائیل در بازی‌ها و همچنین عدم گسترش فوتبال حرفه‌ای در آسیا، مسابقات قهرمانی باشگاه‌های قاره را برای ۱۴ سال به محاق برد.
از رویدادهای دیگر اواخر سال ۱۳۴۹ و اوایل سال ۱۳۵۰ می‌توان به تأسیس تیم فوتبال بانوان تاج به عنوان نخستین تیم فوتبال زنان در ایران اشاره کرد.

### عنوان سومی کشور

عادل‌خانی، پورحیدری، رشیدی و حجازی از ستارگان اصلی تاج در نیمه نخست دهه ۱۳۵۰.

در ۱۷ تیرماه ۱۳۵۰، تاج با برتری سه بر صفر برابر قصر یخ که با دو گل جواد قراب و تک گل غلامحسین مظلومی به دست آمد، با ۳۴ گل زده و ۹ گل خورده قهرمان جام باشگاه‌های تهران شد. در نیمهٔ دوم سال ۱۳۵۰ دومین دورهٔ لیگ باشگاه‌های فوتبال ایران (جام منطقه‌ای) همچون دورهٔ نخست با شرکت ۲۲ تیم در چهار منطقه برگزار شد. این مسابقات از ۱۲ آذر ۱۳۵۰ آغاز شد و در ۵ فروردین ۱۳۵۱ به پایان رسید. تفاوت این دوره با دورهٔ اول جام منطقه‌ای، در مرحلهٔ دوم بازی‌ها بود که ۸ تیم صعودکننده به دور دوم به جای حضور در دو گروه چهار تیمی، در یک گروه متمرکز به صورت رفت و برگشت به مصاف هم می‌رفتند. تاج با از دست دادن تعدادی از مهره‌های شاخص خود نتوانست عملکرد درخشان فصل گذشته را تکرار کند و در پایان پس از پرسپولیس و پاس در ردهٔ سوم جدول رده‌بندی جای گرفت. حسین فرزامی، پرویز قلیچ‌خانی و مهدی لواسانی بازیکنانی بودند که از تاج جدا شده و به تیم پاس تهران پیوستند.
در پاییز ۱۳۵۰ مسابقات جام باشگاه‌های تهران ۱۳۵۰ آغاز شد اما به دلیل تداخل برنامه بازی‌های این مسابقات و جام منطقه‌ای ۱۳۵۰ بعد از برگزاری چهار هفته از بازی‌ها این مسابقات لغو شد و ناتمام ماند. تاج که در زمان آغاز این بازی‌ها برای شرکت در جام میلز در هند به سر می‌برد تنها یک بازی، در برابر برق، انجام داده بود.

### تکرار قهرمانی در تهران
فعالیت تیم فوتبال تاج در فصل ۱۳۵۱ با عدم برگزاری لیگ کشوری و مسابقات حذفی، به حضور در مسابقات تهران محدود شد. مسابقات جام باشگاه‌های تهران ۱۳۵۱ با حضور ۱۶ تیم برگزار شد و با قهرمانی تاج به پایان رسید. دیدار هفته آخر تاج و عقاب حکم فینال را نیز داشت؛ چرا که تاج با ۲۵ و عقاب با ۲۴ امتیاز رده‌های اول و دوم جدول را در اختیار داشتند و تاج در صورت تساوی یا برد و عقاب تنها در صورت برد می‌توانستند قهرمان شوند. بازی با پیروزی تاج همراه شد و گل قهرمانی تاج راحسن روشن وارد دروازه عقاب کرد. تاج با برتری یک بر صفر قهرمان شد.

### تورنمنت‌های خارجی
تاج پیش از حضور در مسابقات تهران در شهریور و مهر ۱۳۵۰ در یک جام دوستانه با نام جام دوستی شرکت کرد و با پیروزی ۳–۲ برابر پاس در دیدار فینال قهرمان آن مسابقات نیز شد.
از دیگر اتفاقات فصل ۱۳۵۱ چهارمین و آخرین حضور تاج در جام میلز بود. تیم تاج در مهر آن سال و برای چهارمین بار پیاپی به هند سفر کرد و در مسابقات جام میلز حاضر شد. تاج همچون دوره‌های پیشین تا دیدار نیمه‌نهایی نیز صعود کرد. دیدار تاج و ۲۵ آوریل، نماینده کره شمالی، به تساوی انجامید و قرار شد بازی نیمه‌نهایی تکرار شود. اما تکرار این بازی و دیدار فینال احتمالی با هفته نخستین جام باشگاه‌های تهران تداخل داشت و تیم تاج این جام را نیمه‌کاره رها کرد و به تهران برگشت.

## ۱۳۵۲ تا ۱۳۵۵

### نخستین دوره جام تخت جمشید

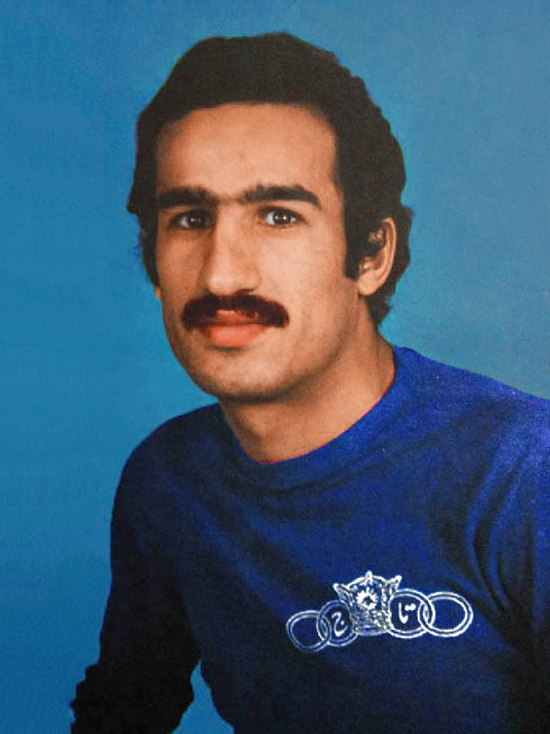
غلامحسین مظلومی، مهاجم آبادانی تاج با گل‌های فراوان خود دو مرتبه پیاپی عنوان آقای گل جام تخت‌جمشید را از آن خود کرد و تاج را در راه قهرمانی در دومین دوره این جام یاری کرد.

فصل ۱۳۵۲ با حضور تاج در نخستن دوره جام تخت جمشید همراه بود. در این سال در فدراسیون فوتبال ایران دگرگونی‌هایی رخ داد و کامبیز آتابای جایگزین مصطفی مکری شد. پس از این تحولات، لیگ فوتبال ایران از سال ۱۳۵۲ با ساختاری نوین و به نام «جام تخت جمشید» به راه خود ادامه داد و نخستین دوره‌اش از ۸ تیر ۱۳۵۲ با حضور ۱۲ تیم در یک گروه آغاز گردید. طبق برنامه، شش سهمیه به تیم‌های تهرانی و شش سهمیه به تیم‌های شهرستانی اختصاص داشت. اما در نهایت بازی‌ها با حضور هفت تیم از تهران و پنج تیم از شهرهای دیگر برگزار شد. در این مسابقات، از حضور تیم‌های همنام جلوگیری به عمل آمد و تیم‌های تاج اهواز و تاج آبادان که جواز حضور در جام تخت جمشید را به دست آورده بودند، به دلیل هم‌خانواده بودن با تاج تهران از شرکت در مسابقات منع شدند.
در پایان این مسابقات تاج با ۲ امتیاز اختلاف نسبت به پرسپولیس در جای دوم قرار گرفت و غلام‌حسین مظلومی با ۱۵ گل زده آقای گل مسابقات شد.
از گفتنی‌های دیگر این فصل، جوان‌گرایی در تیم اصلی باشگاه بود. رایکوف در سال چهارم حضور خود در تاج، همچنان پرورش استعدادهای جوان و به‌کارگیری آن‌ها در کنار ستارگان ملی‌پوش و نام‌دار تاج را پیگیری می‌کرد. حسن روشن، سعید باغوردانی، حسن نگارش، پرویز مظلومی، علی گیوه‌ای، آندرانیک اسکندریان و هادی نراقی از جمله جوانانی بودند که در این دوره به تیم اول باشگاه راه یافتند. بخشی از این بازیکنان به همراه تعدادی دیگر از جوانان تیم‌های پایهٔ تاج در قهرمانی تیم ملی فوتبال جوانان ایران در آسیا در ۱۳۵۲ نقش داشتند. منصور رشیدی، عباس نوین‌روزگار و حجت‌الله خاکسار تهرانی بازیکنان دیگری بودند که در ۱۳۵۲ به آبی‌پوشان پیوستند. رضا عادلخانی نیز پس از چند سال بازی در اروپا از ابتدای فصل ۱۳۵۲ بار دیگر پیراهن تاج را پوشید.
در خرداد ۱۳۵۲ و پیش از آغاز لیگ سراسری، یک دوره تورنمنت چهارجانبه با نام «جام اتحاد» برگزار شد که تاج با شکست دادن تیم‌های عقاب و پرسپولیس و تساوی در برابر پاس به عنوان قهرمانی دست یافت.

### شهرآورد جنجالی
شکست ۰–۶ آبی‌پوشان در برابر پرسپولیس در نیم‌فصل اول مسابقات از اتفاقات شایان ذکر این فصل بود. در آن هنگام برتری آماری در دیدارهای رودرروی دو تیم با تاج بود و آبی‌پوشان ۶ برد، ۳ تساوی و ۲ باخت را در برابر پرسپولیس به ثبت رسانده بودند. تعداد بازیکنان ملی‌پوش تاج نیز به مراتب بیشتر بود، اگر چه ملی‌پوشان این تیم در آن زمان به دلیل شکست برابر تیم ملی استرالیا و ناکامی در راهیابی به جام جهانی ۱۹۷۴ از روحیهٔ مناسبی برخوردار نبودند. کمتر از سه ماه پیش از این بازی، دو تیم در جریان جام اتحاد به مصاف هم رفته بودند که آن دیدار با تک گل رضا عادلخانی به نفع تاج به پایان رسیده بود. سه ماه پس از این بازی نیز دیدار برگشت دو تیم در لیگ تخت جمشید با تساوی ۱−۱ به پایان رسید. این شکست بزرگترین شکست تاج در تاریخ شهرآوردهای تهران و همچنین سنگین‌ترین شکست تاریخ این باشگاه است.
با توجه به غیرمنتظره بودن این نتیجه، پرویز خسروانی بخشی از بازیکنان تیم را به کم‌کاری یا سهل‌انگاری در جریان مسابقه متهم کرد. پس از این بازی، جواد الله‌وردی مدافع آبی‌پوشان با دریافت رضایت‌نامه از باشگاه تاج به تیم پرسپولیس پیوست.

### قهرمانی در جام تخت جمشید

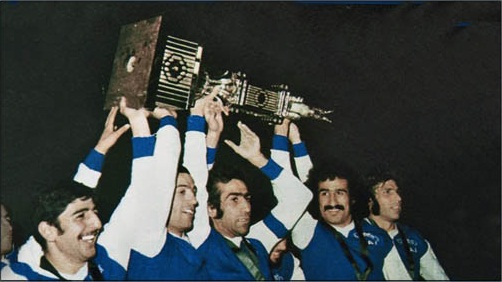
قهرمانی تیم تاج در جام تخت جمشید ۱۳۵۳ دومین قهرمانی این تیم در مسابقات سراسری فوتبال ایران بود.

دومین دورهٔ لیگ تخت جمشید از ۱۷ اسفند ۱۳۵۲ آغاز شد و تا ۲۷ آذر ۱۳۵۳ ادامه یافت. در این دوره نیز همچون دورهٔ اول، ۱۲ تیم شرکت داشتند و تیم‌های هما و سپاهان تیم‌های تازه‌راه‌یافته به لیگ دسته اول فوتبال ایران بودند. تاج با ترکیب لیگ گذشته (بدون مسعود معینی و جواد الله‌وردی) با هدف قهرمانی وارد مسابقات شد و لیگ را با ۱۰ پیروزی و یک تساوی در ۱۱ بازی اول بسیار توفانی آغاز کرد. شروع تاج در این فصل به گونه‌ای بود که افت تیم در نیم‌فصل دوم (کسب ۵ پیروزی، ۲ تساوی و ۴ باخت) نیز خللی در صدرنشینی آبی‌پوشان وارد نکرد. در پایان لیگ تاج با ۳۳ امتیاز از ۲۲ بازی بالاتر از تیم‌های پرسپولیس و هما قرار گرفت و جام تخت جمشید را از آن خود کرد. غلام‌حسین مظلومی در این فصل نیز با به ثمر رساندن ۱۰ گل یکی از بازیکنان تأثیر گذار تاج بود و برای دومین سال پیاپی به عنوان آقای گلی مسابقات (مشترکاً به همراه عزیز اسپندار از ملوان) دست یافت.

### حضور پررنگ بازیکنان در تیم ملی
در شهریور ۱۳۵۳ هفتمین دوره بازی‌های آسیایی به میزبانی تهران برگزار شد. در رشته فوتبال تیم ملی با مربی‌گری فرانک اوفارل به میدان رفت. در ترکیب تیم ملی ۹ نفر از ۲۰ بازیکن عضو باشگاه تاج بودند و این در حالی بود که منصور پورحیدری دیگر بازیکن تیم تاج از حضور در تیم ملی انصراف داده بود تا جا برای جوانان باز شود. بدین ترتیب، تیم ملی با ترکیبی که عمدتاً شامل بازیکنان تیم تاج می‌شد، مدال طلای بازی‌های آسیایی را به دست آورد. تعدادی از گل‌های تیم ملی نیز توسط بازیکنان تاج به ثمر رسید از جمله یک هتریک غلام‌حسین مظلومی در دیدار نخست برابر تیم ملی پاکستان.

### تغییرات در پی ناکامی در لیگ سوم

در پایان فصل ۱۳۵۴ علی جباری پس از ده سال حضور بی‌وقفه در تیم تاج از این تیم جدا شد.

فصل ۱۳۵۴ با حضور در سومین دورهٔ لیگ تخت جمشید از ۱۰ اسفند ۱۳۵۳ به راه افتاد و تا آذر ۱۳۵۴ ادامه یافت. در این فصل با افزایش تعداد تیم‌های شرکت‌کننده از ۱۲ تیم به ۱۶ تیم، تعداد هفته‌های برگزاری لیگ به ۳۰ هفته افزایش پیدا کرد. تاج که پرستاره‌ترین تیم لیگ را در اختیار داشت، در دفاع از عنوان قهرمانی خود ناکام ماند و در پایان با کسب ۳۶ امتیاز از ۳۰ مسابقه پس از تیم‌های پرسپولیس، هما و پاس در ردهٔ چهارم جدول بازی‌ها جای گرفت. در این فصل مصطفی مسلمی، جهانگیر کوثری و سعید مراغه‌چیان بازیکنان تازه‌راه‌یافته به تیم اول تاج بودند.
پس از پایان سومین دورهٔ جام تخت جمشید، ترکیب تیم تاج دست‌خوش دگرگونی‌هایی شد. علی جباری و منصور پورحیدری دو تن از بزرگان باشگاه در این دوره از دنیای فوتبال خداحافظی کردند. پس از خداحافظی کاپیتان علی جباری که نزد هواداران تاج با عنوان سلطان شناخته می‌شد، بازوبند کاپیتانی به عزت جانملکی، اکبر کارگرجم و کارو حق‌وردیان که از بازماندگان نسل طلایی دوم تاج بودند سپرده شد و میان آن‌ها دست به دست گردید. جباری که از فصل ۱۳۴۴ به تاج پیوسته بود همواره یکی از بازیکنان تأثیر گذار و درخشان تیم تاج بود و در دوران حضورش در تاج یک عنوان قهرمانی در آسیا، دو عنوان قهرمانی در لیگ فوتبال ایران و سه عنوان قهرمانی در لیگ فوتبال تهران کسب کرده بود.

### لیگ چهارم
فصل ۱۳۵۵ با حضور تاج در دورهٔ چهارم جام تخت جمشید با حضور ۱۶ تیم از اسفند ۱۳۵۴ تا آذر ۱۳۵۵ برگزار گردید. پیوستن جمعی از بزرگان تاج به تیم شهباز تهران نیز از رویدادهای مهم فصل ۵۵−۱۳۵۴ فوتبال ایران بود. ناصر حجازی، غلام‌حسین مظلومی و محمدرضا عادلخانی بازیکنانی بودند که به شهباز نقل مکان کردند. از بازیکنان پیشتر جدا شدهٔ تاج نیز نصرالله عبداللهی در تیم شهباز حضور داشت. شهباز در واقع همان شاهین تهران بود که به دلیل ممنوعیت فعالیت با نام شاهین، پس از ۸ سال با نام شهباز به سطح اول فوتبال ایران بازگشته بود. از جمله افراد بانفوذی که برای بازگرداندن شاهین به عرصهٔ ورزش، ولو با نامی دیگر، تلاش‌هایی انجام دادند، پرویز خسروانی رئیس باشگاه تاج بود.

با حضور شهباز در جام تخت جمشید، رویارویی تاج و شاهین این بار به نوع دیگری ادامه یافت.

ظهور دو بارهٔ باشگاه شاهین با نام شهباز و کوچ گروهی از ستارگان تاج به این تیم، رویارویی تاج و شهباز را برای طرفداران تاج به جدالی حیاتی بدل نمود که از اهمیت و حساسیتی هم‌ردیف با مصاف‌های تاریخی تاج و شاهین، و فراتر از هماوردی با دیگر باشگاه‌های تهرانی برخوردار بود. با کنار رفتن بخشی از بازیکنان نام‌دار تاج به دلیل خداحافظی از فوتبال یا انتقال به تیم‌های دیگر، رایکوف به دنبال افزودن بازیکنان جوان بیشتری به تیم بود. اصغر حاجیلو، محرم عاشری و هوشنگ زرین‌کمر از جمله جوانانی بودند که در همین دوره به ترکیب تاج راه یافتند. در آن زمان، سیستم جوانان و تیم‌های پایهٔ باشگاه تاج به گونه‌ای سازمان یافته بود که به ندرت بازیکنی در ردهٔ بزرگسالان از باشگاه‌های دیگر به ترکیب تاج راه پیدا می‌کرد و عمدهٔ نیازهای تیم اصلی باشگاه از تیم‌های پایه و زیرمجموعهٔ تاج برآورده می‌شد. نخستین رویارویی تاج و تیم پر ستارهٔ شهباز در این فصل جمعه ۲۲ مرداد ۱۳۵۵ رقم خورد. تیم جوان‌شدهٔ تاج در این بازی شروعی توفانی داشت و در نیمهٔ نخست با ۳ گل از حریف پیش افتاد. آبی‌پوشان در نهایت این بازی را با حساب ۴−۲ به سود خود خاتمه دادند.
در هفته‌های بعد، تیم دچار افت شد و نتوانست به عملکرد خوب خود ادامه دهد. تاج در ادامهٔ مسابقات بازی با تیم‌های ماشین‌سازی تبریز، آرارات، سپاهان، پاس، صنعت نفت و شهباز (دیدار برگشت) را واگذار کرد و به این ترتیب از صدر جدول فاصله گرفت. آبی‌پوشان در پایان این دوره از مسابقات رتبهٔ فصل گذشته را تکرار نمودند و با کسب ۳۵ امتیاز از ۳۰ بازی، پس از تیم‌های پاس، پرسپولیس و شهباز در ردهٔ چهارم جدول لیگ تخت جمشید قرار گرفتند.
در اواخر بازی‌های لیگ، رایکوف نیز در پایان یک دورهٔ تقریباً ۶ ساله که با کسب عناوین قهرمانی در ایران و آسیا همراه بود، نیمکت تاج را ترک کرد. اخراج رایکوف در هفته ۲۶ام بازی‌ها رخ داد تا دوران حضور نخستین مربی خارجی در پیشینه این باشگاه خاتمه یابد. تاج با مربی‌گری رایکوف از فروردین ۱۳۴۹ تا آبان ۱۳۵۵ در دوازده جام داخلی و بین‌المللی رسمی شرکت کرد و موفق به کسب عنوان قهرمانی در پنج جام شد. با رفتن رایکوف، علی دانایی‌فرد، مربی سال‌های دور تاج هدایت تیم را به‌طور موقت در بازی‌های پایانی لیگ به عهده گرفت.
در این فصل برای نخستین دورهٔ مسابقات جام حذفی فوتبال ایران نیز برگزار گردید که تاج طبق قرعه در مرحله یک شانزدهم نهایی برابر تهران‌جوان قرار گرفت و بعد از تساوی ۱–۱ در وقت‌های معمول و اضافه در ضربات پنالتی ۵–۶ مغلوب شد و از در همان گام نخست از دور رقابت‌ها کنار رفت. در پایان این فصل جانملکی، حق‌وردیان، قراب، کارگرجم و حسن ابراهیمی نیز این فصل از فوتبال باشگاهی خداحافظی نمودند. رشیدی نیز به تیم فوتبال دارایی پیوست و ترکیب تیم تاج باز هم دچار تغییر و تحولات فراوانی شد.

## ۱۳۵۵ تا ۱۳۵۷

### شروع مربی‌گری جکیچ

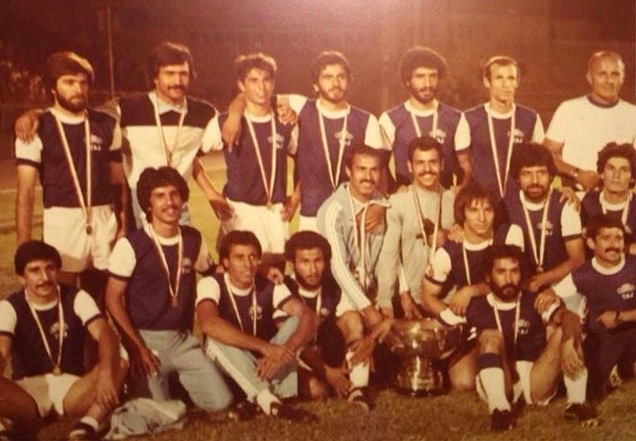
مربیان و بازیکنان تاج پس از قهرمانی در جام حذفی ۵۷–۱۳۵۶.

در ابتدای فصل ۱۳۵۶ ولادیمیر جکیچ مربی اصالتاً یوگسلاو آلمانی به ایران آمد و به عنوان سرمربی تازهٔ تاج معرفی شد. منصور پورحیدری که پس از آویختن کفش‌ها در پایان فصل ۱۳۵۴ به کادر مربیان باشگاه اضافه شده بود، در دورهٔ جکیج نیز مرد شمارهٔ ۲ نیمکت تاج بود. سرپرستی تیم نیز در این دوره مانند سال‌های گذشته بر عهدهٔ پرویز کوزه‌کنانی بود. جکیچ واپسین سرمربی باشگاه تاج در دورهٔ پیش از انقلاب بود و تا تابستان سال ۱۳۵۷ و تعطیلی مسابقات فوتبال به دلیل اوج‌گیری انقلاب ایران، این سمت را در اختیار داشت.
پنجمین دورهٔ جام تخت جمشید با شرکت ۱۶ تیم از اسفند ۱۳۵۵ آغاز شد و تا بهمن ۱۳۵۶ ادامه یافت. تاج با افزودن چند چهرهٔ جوان دیگر به ترکیب خود همچنان یکی از جوان‌ترین تیم‌های لیگ تخت جمشید بود. ایرج دانایی‌فرد پسر علی دانایی‌فرد که با تیم پاس به قهرمانی جام تخت جمشید رسیده بود، در این فصل به جمع آبی‌پوشان اضافه شد. او فوتبال را از تیم‌های پایهٔ تاج و زیر نظر پدر آغاز کرده بود، اما پس از بازی در تیم‌های عقاب و پاس و تنها در زمانی که در تیم ملی ایران جایگاه ثابتی پیدا کرد، به تیم اول تاج اضافه شد. شاهرخ مطیعی بازیکن دیگری بود که در این دوره به ترکیب تاج راه پیدا کرد. خداحافظی کارو حق‌وردیان از رویدادهای مهم این فصل بود. برای این وداع تیم‌های تاج و آرارات در فروردین ۱۳۵۶ دیداری برگزار کردند که در جریان آن کارو یک‌نیمه با پیراهن آرارات و یک‌نیمه با پیراهن تاج به میدان رفت.
در اردیبهشت ۱۳۵۶ تیم جوان تاج با نتیجهٔ ۳−۰ تیم پر مهرهٔ پرسپولیس را شکست داد و شگفتی دور رفت لیگ پنجم تخت جمشید را آفرید. محرم عاشری، حسن روشن و سعید مراغه‌چیان گلزنان تاج در این شهرآورد بودند. در نیم‌فصل دوم بازی‌ها، تاج همچون فصل پیش از آن دچار افت شد و برای سومین سال پیاپی در ردهٔ چهارم جدول رده‌بندی لیگ قرار گرفت. حسن روشن و هادی نراقی هر یک با به ثمر رساندن ۱۰ گل بهترین گلزنان تاج در این فصل بودند.
در پاییز ۱۳۵۶ مسابقات جام حذفی ۵۷–۱۳۵۶ با تأخیر فراوان آغاز شد. حضور تیم ملی فوتبال ایران در بازی‌های مقدماتی جام جهانی ۱۹۷۸ آرژانتین دلیل این تأخیر بود. دو مرحله یک شانزدهم و یک‌هشتم نهایی مسابقات در آبان و آذر ۱۳۵۶ برگزار شدند و سپس ادامه مسابقات به سال بعد موکول شد. تیم تاج در دو بازی‌اش در این دو مرحله به ترتیب تیم‌های تهران‌جوان و ایران‌جوان بوشهر را مغلوب کرد.

### قهرمانی جام حذفی

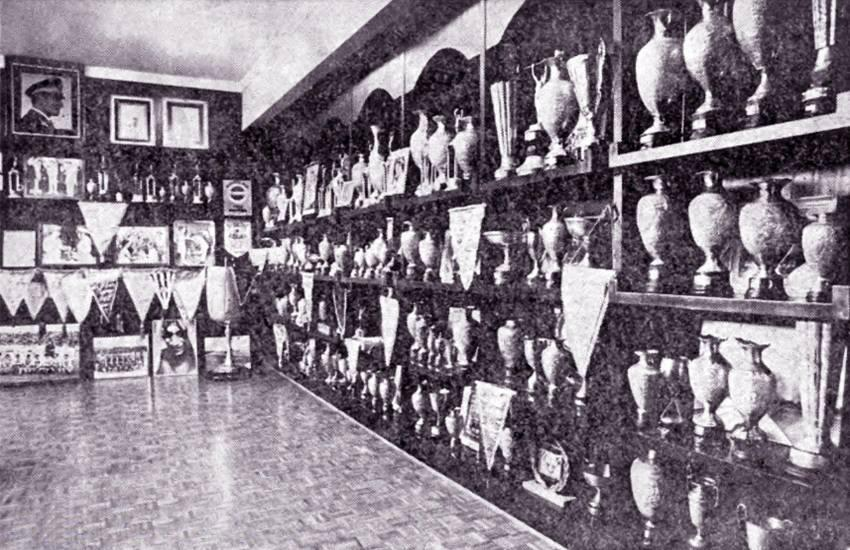
موزه افتخارات سازمان ورزشی و فرهنگی تاج.

فصل ۱۳۵۷ تیم تاج و فوتبال ایران با راه‌یابی تیم ملی فوتبال ایران به جام جهانی ۱۹۷۸، تحت تأثیر نخستین حضور ایران در مسابقات جام جهانی فوتبال قرار داشت. جام تخت جمشید ۱۳۵۷ از اواخر سال ۱۳۵۶ آغاز شد و در سال ۱۳۵۷ پیگیری گردید. ماییس میناسیان، شاهین و شاهرخ بیانی، رضا نعلچگر و رضا رجبی از جمله جوانان تازه‌راه‌یافته به تیم تاج در این فصل بودند.
پرویز مظلومی نیز پس از دو فصل بازی در تیم تراکتورسازی تبریز به تاج بازگشت. در خرداد ۱۳۵۷ و در میانه‌های لیگ ششم تخت جمشید تیم ملی ایران پس از طی اردوهای آماده‌سازی و انجام بازی‌های دوستانه رهسپار آرژانتین شد. ایران در گروه ۴ بازی‌ها با تیم‌های هلند، اسکاتلند و پرو هم‌گروه بود و با دو شکست برابر هلند و پرو، و یک تساوی برابر اسکاتلند به کار خود پایان داد. ۴ بازیکن تاج (حسن نظری، حسن روشن، آندرانیک اسکندریان، ایرج دانایی‌فرد) در جام جهانی ۱۹۷۸ برای ایران به میدان رفتند. هر دو گل ایران در این مسابقات توسط ملی‌پوشان تاج به ثمر رسید. ایرج دانایی‌فرد در بازی دوم برابر اسکاتلند و حسن روشن در بازی سوم برابر پرو گل‌زنی کردند. پس از پایان جام جهانی آندرانیک اسکندریان و ایرج دانایی‌فرد در تیم منتخب جهان برگزیده شدند و در ۳۰ اوت ۱۹۷۸، دو ماه پس از پایان جام جهانی، در یک دیدار خیریه به نفع یونیسف برابر تیم نیویورک کاسموس در ورزشگاه جاینتس به میدان رفتند. این دو بازیکن به دنبال حضور در میدان‌های بین‌المللی و هم‌زمان با رکود فوتبال داخلی در سال ۱۳۵۷ راه تیم‌های آمریکایی را در پیش گرفتند. اسکندریان به تیم نیویورک کاسموس پیوست و دانایی‌فرد نیز به باشگاه تولسا رافنکس ملحق شد.
مسابقات جام حذفی ۵۷–۱۳۵۶ در بهار و تابستان ۱۳۵۷ و همزمان با برگزاری اردوی آمادگی و حضور تیم ملی در جام جهانی آرژانتین ادامه یافت و تاج با پیروزی در مراحل یک چهارم و نیمه‌نهایی به فینال راه یافت و در نهایت در دیدار فینال در ۱۲ تیر ۱۳۵۷ با پیروزی ۲ – ۰ برابر هما قهرمان این مسابقات شد.
مسابقات لیگ تخت جمشید پس از بازگشت تیم ملی از جام جهانی در تابستان ۱۳۵۷ پیگیری گردید اما در شهریور ماه و پیش از رسیدن به نیم‌فصل، به دلیل گسترده شدن دامنهٔ انقلاب به تعطیلی کشیده شد. تا هنگام تعطیل شدن لیگ ششم تخت جمشید ۱۲ بازی از دور رفت مسابقات برگزار شده بود و تاج با ۱۷ امتیاز در فاصلهٔ ۱ امتیازی تیم شهباز صدرنشین بازی‌ها بود. بدین ترتیب آخرین بازی رسمی باشگاه با نام تاج دیدار هفته دوازدهم جام تخت جمشید در برابر تراکتورسازی تبریز بود که در ورزشگاه امجدیه برگزار شد و با پیروزی ۱–۰ تاج و گلزنی پرویز مظلومی همراه بود.
به دنبال تعطیلی مسابقات فوتبال در ایران جکیچ مربی تاج ایران را ترک کرد و در امارات به مربی‌گری مشغول شد.